# 羽多野渉
羽多野 渉（はたの わたる、1982年3月13日 - ）は、日本の男性声優、歌手。81プロデュース所属。レコードレーベルはDIVE II entertainment。別名、w.hatano。
代表作に『黒子のバスケ』の実渕玲央、『ユーリ!!! on ICE』のギオルギー・ポポーヴィッチ、『アイドリッシュセブン』の八乙女楽、『信長の忍び』の織田信長、『あんさんぶるスターズ!』の乙狩アドニス、『マジきゅんっ!ルネッサンス』の庵條瑠衣、『ダイヤのA』の増子透、『FAIRY TAIL』のガジル・レッドフォックスなどがある。

## 経歴
小学校の低学年の頃は、明るくて賑やかな性格だったという。その明るさの原動力だったのがアニメであり、キャラクターの物真似をして、皆を笑わせて楽しんでいたという。小学校2 - 3年生くらいの時は、職業としての声優は無知だったが、アニメに憧れており、「アニメの世界に自分が入りたい」という気持ちだった。当時、影響を受けていたアニメ作品はアニメーション映画作品『天空の城ラピュタ』。母親もアニメ好きで声優にも詳しく、「あのキャラクターとこのキャラクターは同じ人がやっているのよ」などと教えられる内に興味が湧き、自分も声優になりたいと思うようになった。主人公の名前が自分と同じ『ワタル』であるアニメ『魔神英雄伝ワタル』が子供の頃から大好きで、声優になろうと思ったきっかけも「ワタルの世界に行きたい!」という思いから。
小学校時代は『YAWARA!』の影響で柔道をしており、中学校時代は『SLAM DUNK』の影響でバスケットボール部に所属し、バスケットボールをしていた。
高校時代（長野県松本蟻ヶ崎高等学校卒）は軽音楽部に入部するも望んでいたものと違ったため行かなくなり、その後友人に誘われ漫画研究会へ赴く。読む専門で正式入部手続きもしていなかったが、1年後には副部長になっていた。当時漫研で出会った面々の中には同じ業界で働く人も結構いるという。なお、高校時代に進路を声優一本に絞るきっかけとなったのは山寺宏一。
アミューズ開催サマーオーディションに合格し、特待生としてアミューズメントメディア総合学院声優タレント学科に通い、その後81プロデュースの演技研究所（81直属の養成所）を経て81正所属となった。アミューズメントメディア総合学院での同期に西墻由香、1期下に柿原徹也がいる。81プロデュースでの同期に太田哲治がいる。
子安武人作オリジナルドラマCDにてアナウンサー役で出演後（専門学校在学時）、2001年、テレビドラマ版『タイムコップ』で外画デビュー（同上）。同年、『よばれてとびでて!アクビちゃん』でテレビアニメデビュー（同上）。2004年、テレビアニメ『ゆめりあ』の三栗智和役で初主役。演じていた三栗智和の「智和」の名前は、杉田智和の「智和」であり、アニメ化されたらその役は杉田が演じると思っていたところ、羽多野が演じており、杉田が「いったい誰なんだ」と興味を持ち、『ゆめりあ』を観ててくれたという。当時は面識がなかったため、後からその話を聞いて驚き、その後、別作品で会い、一気に仲良くなったという。杉田と初対面の時には、「智和役が羽多野くんで良かったよ」と言ってくれたのが嬉しかったという。『ゆめりあ』では杉田、脚本の黒田洋介、初シリーズ構成だった上江洲誠とも大事な出会いがたくさんあったアニメだったと語る。
2008年、第2回声優アワード新人男優賞受賞。
2011年12月21日、シングル「はじまりの日に」で本人名義での歌手デビュー。
2018年4月2日、自身のブログにて同じ声優である橋本まいとの結婚を発表。
2022年11月18日、これまで同じ事務所の先輩である津久井教生が担当したニャンちゅうの声を引き継ぐことが発表された。『ニャンちゅう!宇宙!放送チュー!』2023年3月放送分までは移行期間として津久井と羽多野それぞれの担当回を交互に放送、4月よりすべて羽多野が担当する。
2025年、第19回声優アワードにて、キッズファミリー賞を受賞。

## 人物
弟が1人いる。
名前の由来は初代リカちゃん人形のボーイフレンドから。
ラブライバーで、推しは絢瀬絵里。
声種はバリトン。
声優としての目標は「一生のうちにできるだけ幅広いキャラクターを演じること」であり、「羽多野の声が覚えられない」と言われることは最高の褒め言葉であるという。
『ゆめりあ』以降、上江洲誠が参加している作品に多く出演している。
趣味・特技はギター弾き語り、小鳥のさえずりのマネ（歯笛）。

## 出演
太字はメインキャラクター。

### テレビアニメ
2001年
- よばれてとびでて!アクビちゃん（2001年 - 2002年、台東ケン、ピザ屋のバイト、小平先生、フミヤ、司会者、中学生B、警官）

2003年
- アソボット戦記五九（カルマ）
- 探偵学園Q（2003年 - 2004年、富士沢博、佐久間響、エキドナ）
- おもいっきり科学アドベンチャー そーなんだ!（野良猫）
- 魁!!クロマティ高校（2003年 - 2004年、ワルD、マニエル高ワルA）
- 銀河鉄道物語（2003年 - 2006年、シルバー、テリー、海賊2、SPG・B、ケビン、ブルーム） - 2シリーズ
- まぶらほ（男子生徒）
- 冒険遊記プラスターワールド（警備メカ、グリップ族A、監視メカ）
- 京極夏彦 巷説百物語
- AVENGER（市民）

2004年
- うた∽かた（繁）
- ごくせん（亀井先生）
- せんせいのお時間（新川先生、酔っぱらい）
- それいけ!ズッコケ三人組（津川卓也）
- 天上天下（サラリーマンA）
- 花右京メイド隊 La Verite（コマケスタッフ）
- BLEACH（2004年 - 2006年、ベースのハルトキ、死神と、街の人〈壱〉、ボハハ〜4、十三番隊隊員 弐、死神え）
- ゾイドフューザーズ（2004年 - 2005年、男A、野次馬A）
- マシュマロ通信（サンダー、エドワード、スモールフェアリーズ、男子生徒）
- MADLAX（ガルザ兵）
- 美鳥の日々（手下2、客A、ピザの配達人、アナウンス、男子生徒A）
- モンキーターン（選手、田胴満） - 2シリーズ
- ゆめりあ（三栗智和）
- RAGNAROK THE ANIMATION（ゴブリン2、山賊D）
- わがまま☆フェアリー ミルモでポン! わんだほう（松竹防衛隊員、漫才コンビ・哲夫、男子生徒D）

2005年
- スターシップ・オペレーターズ（自衛官）
- ああっ女神さまっ（2005年 - 2006年、男子生徒、友人、店員、不動産屋、生徒、係員、男性、アナウンサー、魚屋、学生、アイアイサーン1号、警備員、警官、カメラマン、男性客、男子学生、司会、エンジニア、暴れん坊和尚、客、老忍者、自動車部員） - 2シリーズ
- アニマル横町（2005年 - 2006年、パパ、霊魂、蛇使い座、サーベルタイガー、まくろ、おじさんおにぎり、マツモトさん、弥生くん？、ライオン、シャチホコ、サル）
- あまえないでよっ!!（2005年 - 2006年、柳） - 2シリーズ
- ARIAシリーズ（2005年 - 2006年、姫屋B、アツシ） - 2シリーズ
- 韋駄天翔（まことの父）
- おくさまは女子高生（男子生徒）
- 学園アリス（男子生徒A）
- ガンパレード・オーケストラ 白の章（現場レポーター）
- これが私の御主人様（親衛隊B）
- 金色のガッシュベル!!（兵士）
- 甲虫王者ムシキング 森の民の伝説（村人）
- 地獄少女（2005年 - 2017年、岩下大輔、新三郎） - 3シリーズ
- 砂ぼうず（司令、役人）
- バジリスク 〜甲賀忍法帖〜（筑摩小四郎、若い頃の甲賀弾正）
- ハチミツとクローバー（2005年 - 2006年、しん） - 2シリーズ
- ビューティフルジョー（ダーリン）
- ファンタジックチルドレン（ソラン、青年）
- ふしぎ星の☆ふたご姫（2005年 - 2007年、トゥルース） - 2シリーズ
- フタコイ オルタナティブ
- メジャー（2005年 - 2010年、審判、天野、宮崎、ロイ、グレッグ、バレンズエラ、杉浦、ボーラ、前原あつし、篠部、アナウンサー） - 6シリーズ
- MÄR-メルヘヴン-（2005年 - 2006年、ハメルン、男）

2006年
- N・H・Kにようこそ!（須藤瑛人〈講師〉 他）
- 桜蘭高校ホスト部（笠野田律）
- おろしたてミュージカル 練馬大根ブラザーズ（ホスト 他）
- 彩雲国物語（欧陽玉）
- 学園ヘヴン BOY'S LOVE HYPER!（生徒A）
- 機神咆吼デモンベイン（戦士の声）
- 強殖装甲ガイバー（レジスタンス）
- 銀魂（2006年 - 2018年、平賀三郎、剛、八留虎三男・三郎） - 2シリーズ
- 交響詩篇エウレカセブン（キャプテン）
- シルクロード少年 ユート（烏孫の民、ティン、阿部仲麻呂 他）
- スパイダーライダーズ 〜オラクルの勇者たち〜（中隊長 他）
- ツバサ・クロニクル（秘妖、手下）
- 内閣権力犯罪強制取締官 財前丈太郎（アーサー・ウィリアム）
- NIGHT HEAD GENESIS（泉有紀夫）
- バーテンダー（青年嶋岡）
- マジカノ（新一）
- REC（声優）
- RED GARDEN（エミリオ）
- 錬金3級 まじかる?ぽか〜ん（タン 他）

2007年
- Yes!プリキュア5（男）
- ウエルベールの物語 〜Sisters of Wellber〜（テン）
- 機神大戦ギガンティック・フォーミュラ（井藤潮）
- キスダム -ENGAGE planet-（副長）
- きらりん☆レボリューション（2007年 - 2008年、汗山ディレクター、東田タコ次）
- 少年陰陽師（帝）
- セイント・ビースト〜光陰叙事詩天使譚〜（天使ユリ）
- ゼロの使い魔〜双月の騎士〜（ヘンリー・スタッフォード）
- DARKER THAN BLACK -黒の契約者-（ジャン）
- 地球へ…（サム・ヒューストン）
- デルトラクエスト（観客）
- D.Gray-man（2007年 - 2016年、賞金稼ぎA、バク・チャン） - 2シリーズ
- BACCANO! -バッカーノ!-（シャフト）
- BLUE DRAGON（グスタフ）
- ムシウタ（センティピード）
- レ・ミゼラブル 少女コゼット（コンブフェール）

2008年
- あかね色に染まる坂（長瀬準一）
- スケアクロウマン（ボブ）
- 絶対可憐チルドレン（ケン・マクガイア、藤浦葉）
- ソウルイーター（ハーバー・ド・エクレール）
- 乃木坂春香の秘密（2008年 - 2009年、綾瀬裕人） - 2シリーズ
- BLASSREITER（イーゴ）
- ポルフィの長い旅（王子）
- 無限の住人（真琴）
- モノクローム・ファクター（我妻秋一 / マスター）
- 我が家のお稲荷さま。（天狐玉耀〈男〉）

2009年
- 空中ブランコ（安川ヒロミ）
- 極上!!めちゃモテ委員長（練馬大根）
- ささめきこと（風間範夫）
- 07-GHOST（ハルセ）
- ティアーズ・トゥ・ティアラ（デキムス）
- 東京マグニチュード8.0（日下部隆太）
- NARUTO -ナルト- 疾風伝（弥彦、ド根性忍伝主人公）
- バトルスピリッツ 少年突破バシン（マナブ、バイトさん）
- 花咲ける青少年（レオン）
- ミラクル☆トレイン〜大江戸線へようこそ〜（新宿西口一）

2010年
- 刀語（真庭白鷺）
- 君に届け（2010年 - 2011年、真田徹、青野） - 2シリーズ
- 伝説の勇者の伝説（リーグルワーズ・ペンテスト）
- バトルスピリッツ 少年激覇ダン（シュラ）
- FAIRY TAIL（2010年 - 2025年、ガジル・レッドフォックス、ガゼル） - 4シリーズ
- メタルファイト ベイブレード シリーズ（2010年 - 2011年、ダーシァン） - 2シリーズ

2011年
- THE IDOLM@STER（司会）
- アドリブアニメ研究所（福禄寿先生）
- お兄ちゃんのことなんかぜんぜん好きじゃないんだからねっ!!（受）
- 神様のメモ帳（木村富雄）
- 神のみぞ知るセカイII（ユータ）
- 機動戦士ガンダムAGE（2011年 - 2012年、ラーガン・ドレイス）
- 世界一初恋2（市村）
- 戦国☆パラダイス-極-（徳川家康）
- TIGER & BUNNY（エドワード）
- ダンタリアンの書架（グランヴィル兄）
- 殿といっしょ〜眼帯の野望〜（島津義弘、斎藤道三、安田さん、浅井久政）
- バトルスピリッツ 覇王（2011年 - 2012年、薬師寺アラタ）
- 星空へ架かる橋（南国原大吾）

2012年
- クロスファイト ビーダマンeS（2012年 - 2013年、拝カゲロウ）
- しろくまカフェ（2012年 - 2013年、半田）
- ちとせげっちゅ!!（柏原宏志、ちとせパパ）
- トータル・イクリプス（レオン・クゼ）
- 這いよれ! ニャル子さん（2012年 - 2013年、余市健彦、イス動、バースト） - 2シリーズ
- パパのいうことを聞きなさい!（瀬川祐太）
- プリティーリズム・ディアマイフューチャー（2012年 - 2013年、ユンス）
- マギ（2012年 - 2013年、スパルトス） - 2シリーズ
- ヨルムンガンド（ルツ） - 2シリーズ

2013年
- 犬とハサミは使いよう（犬飼潔〈アフロ〉）
- 革命機ヴァルヴレイヴ（貴生川タクミ） - 2シリーズ
- THE UNLIMITED 兵部京介（藤浦葉）
- ステラ女学院高等科C3部（丁次郎）
- ダイヤのA（2013年 - 2016年、増子透、千葉順一、林田正義〈第1期〉、荒木伊知郎、矢部浩二） - 2シリーズ
- HUNTER×HUNTER（シャウアプフ）
- ポケットモンスター ベストウイッシュ シーズン2 デコロラアドベンチャー（アメール）
- まおゆう魔王勇者（副官）
- ムシブギョー（筧十蔵）
- 声優戦隊ボイストーム7（ボイスシックス / 六本木健）

2014年
- 金田一少年の事件簿R（藍野修治）
- 黒子のバスケ（2014年 - 2015年、実渕玲央） - 2シリーズ / 2016年に『ウインターカップ総集編 〜扉の向こう〜』劇場上映
- ストレンジ・プラス（香織） - 2シリーズ
- ソウルイーターノット!（ハーバー・ド・エクレール）
- 団地ともお（若手選手B）
- テラフォーマーズ（エンリケ）
- のうりん（過真鳥継）
- 幕末Rock（原田左之助）
- ハマトラ（2014年 - 2015年、ムラサキ） - 2シリーズ +『ミニはま』
- プリティーリズム・レインボーライブ（神浜丈幸）
- ベイビーステップ（2014年 - 2015年、荒谷寛） - 2シリーズ
- 未確認で進行形（三峰白夜）
- モモキュンソード（犬神）
- 妖怪ウォッチ（2014年 - 2021年、石田三成、小佐藤カケル） - 2シリーズ

2015年
- アクエリオンロゴス（大塚聖司）
- アルスラーン戦記（2015年 - 2016年、ジャスワント） - 2シリーズ
- 学戦都市アスタリスク（2015年 - 2016年、アルディ） - 2シリーズ
- 神様はじめました◎（二郎）
- 実は私は（桜田）
- 純情ロマンチカ3（藤堂進之介）
- スタミュ（2015年 - 2019年、漣朔也） - 3シリーズ
- 聖剣使いの禁呪詠唱（サー・エドワード・ランバード）
- Dance with Devils（立華リンド）
- トリアージX（聖雄基）
- レーカン!（天海朝陽）
- ワンパンマン（2015年 - 2019年、金属バット） - 2シリーズ

2016年
- 境界のRINNE（優木くん）
- この素晴らしい世界に祝福を!（2016年 - 2024年、キース） - 2シリーズ
- SERVAMP-サーヴァンプ-（シャムロック）
- タイムトラベル少女〜マリ・ワカと8人の科学者たち〜（トマス・エジソン）
- ツキウタ。 THE ANIMATION（2016年 - 2020年、文月海） - 2シリーズ
- ネトゲの嫁は女の子じゃないと思った?（アプリコット（♂））
- 信長の忍び（2016年 - 2018年、織田信長） - 3シリーズ
- はんだくん（条本友弘）
- ハンドレッド（フリッツ・グランツ）
- 腐男子高校生活（坂口亮）
- 文豪ストレイドッグス（2016年 - 2019年、梶井基次郎） - 3シリーズ
- マギ シンドバッドの冒険（ミストラス、スパルトス）
- マジきゅんっ!ルネッサンス（庵條瑠衣）
- モブサイコ100（2016年 - 2019年、太郎） - 2シリーズ
- ユーリ!!! on ICE（ギオルギー・ポポーヴィッチ）
- ReLIFE（宇佐浩史、男性キャスター）

2017年
- ACCA13区監察課（グルス）
- 弱虫ペダル シリーズ（2017年 - 2023年、段竹竜包 他） - 3シリーズ
- AKIBA'S TRIP -THE ANIMATION-（天川太陽）
- 僕のヒーローアカデミア（2017年 - 2024年、心操人使） - 4シリーズ
- ID-0（ロマノフ）
- 笑ゥせぇるすまんNEW（直木純一）
- サクラクエスト（熊野克己）
- 縁結びの妖狐ちゃん（白月初、東方月初）
- DIVE!!（大島力）
- ナナマル サンバツ（芦屋洋介）
- ひとりじめマイヒーロー（夏生）
- TSUKIPRO THE ANIMATION（2017年 - 2021年、文月海） - 2シリーズ

2018年
- アイドリッシュセブン（2018年 - 2023年、八乙女楽） - 4シリーズ
- キリングバイツ（野本裕也）
- 覇穹 封神演義（伯邑考）
- グランクレスト戦記（ミルザー・クーチェス）
- Fate/EXTRA Last Encore（ユリウス・ベルキスク・ハーウェイ）
- サンリオ男子（菅見直樹）
- キャラとおたまじゃくし島（ヒュン）
- 魔法少女 俺（魔法少女サキガスキ〈御翔桜世〉）
- ガンダムビルドダイバーズ（オーガ）
- あっくんとカノジョ（窪村匠）
- ラストピリオド -終わりなき螺旋の物語-（乙狩アドニス）
- キャプテン翼（第4作）（2018年 - 2024年、松山光） - 2シリーズ
- 千銃士（ラップ）
- 中間管理録トネガワ / 1日外出録ハンチョウ（山崎健二）
- 働くお兄さん!の2!（トウ堂先輩、ジャーマンシェパード）
- ムヒョとロージーの魔法律相談事務所（2018年 - 2020年、ペイジ・クラウス） - 2シリーズ
- BAKUMATSU（2018年 - 2019年、吉田松陰） - 2シリーズ
- ガイコツ書店員 本田さん（ガスマスク、KADOKAWA営業 殿、書店員熱血、編集長、万引きGメン）
- 抱かれたい男1位に脅されています。（在須清崇）

2019年
- マナリアフレンズ（オーウェン）
- フューチャーカード 神バディファイト（怨巳矢レイ）
- 勇気の花がひらくとき やなせたかしとアンパンマンの物語（ちひろ）
- 超可動ガール1/6（房伊田春人）
- ジモトがジャパン（2019年 - 2020年、ヒデ、ナレーション、校長、AD）
- 彼方のアストラ（カナタの先生）
- あんさんぶるスターズ!（乙狩アドニス）
- 私、能力は平均値でって言ったよね!（ナノちゃん）
- アサシンズプライド（ビジュー）

2020年
- うちタマ?! 〜うちのタマ知りませんか?〜（野田ゴン）
- A3!（卯木千景）
- 魔王学院の不適合者 〜史上最強の魔王の始祖、転生して子孫たちの学校へ通う〜（2020年 - 2024年、シン・レグリア / 精霊王） - 3シリーズ
- アラド:逆転の輪（テネブ）
- カードファイト!! ヴァンガード外伝 イフ-if-（天空を舞う竜 ルアード）
- 池袋ウエストゲートパーク（オオコシ）
- せいぜいがんばれ!魔法少女くるみ（2020年 - 2021年、高橋イサム、おじさんA、じいや、モブB、ピエロ牧師）
- 憂国のモリアーティ（バートン）
- ぐらぶるっ!（オーウェン）

2021年
- 文豪ストレイドッグス わん!（梶井基次郎）
- バック・アロウ（フリッツ・クラウス）
- 呪術廻戦（2021年 - 2023年、重面春太） - 2シリーズ
- シャドーハウス（2021年 - 2022年、エドワード） - 2シリーズ
- ふしぎ駄菓子屋 銭天堂（多賀友哉）
- MUTEKING THE Dancing HERO（ジョージ）
- さんかく窓の外側は夜（冷川理人）
- 大正オトメ御伽話（曲直部珠介）

2022年
- オリエント（小雨田英雄）
- 半妖の夜叉姫（冥道丸）
- 組長娘と世話係（北条零）
- デュエル・マスターズ WIN（2022年 - 2024年、アビスベル゠ジャシン帝 → 邪神くん） - 2シリーズ
- 虫かぶり姫（テオドール・ウォーレン・アッシェラルド）
- 宇崎ちゃんは遊びたい!ω（浜田）
- 転生したら剣でした（クリムト）
- BLEACH 千年血戦篇（可城丸秀朝）
- まめきちまめこニートの日常（2022年 - 2023年、シンバ、ポニキ） - 2シリーズ
- ゴールデンカムイ（2022年 - 2023年、夏太郎）

2023年
- 勇者が死んだ!（ベラーコ、馬）
- 転生貴族の異世界冒険録〜自重を知らない神々の使徒〜（タマニス）
- 鬼滅の刃 刀鍛冶の里編
- ホリミヤ -piece-（笹木正宗）
- Fate/strange Fake（2023年 - 2025年、オーランド・リーヴ） - 2シリーズ
- 無職転生 II 〜異世界行ったら本気だす〜（ティモシー）

2024年
- 百千さん家のあやかし王子（那智）
- 名探偵コナン（田中風馬）
- 治癒魔法の間違った使い方（ヒュルルク）
- マッシュル-MASHLE- 神覚者候補選抜試験編（青年期ウォールバーグ）
- ヴァンパイア男子寮（始祖〈小森〉）
- SHY 東京奪還編（センチュリー）
- 俺は全てを【パリイ】する 〜逆勘違いの世界最強は冒険者になりたい〜（セイン）
- エグミレガシー（ゴッドアイ、ノグミ）
- 戦国妖狐 千魔混沌編（足利義輝）
- パズドラ（2024年 - 2025年、オレンジ）
- るろうに剣心 -明治剣客浪漫譚- 京都動乱（2024年 - 2025年、悠久山安慈）
- きのこいぬ（あゆみ）

2025年
- 妃教育から逃げたい私（ナディル）
- BEYBLADE X（万獣ジャク）
- 中禅寺先生物怪講義録 先生が謎を解いてしまうから。（タケ坊〈幸田武〉）

### 劇場アニメ
2000年代
- いのちの地球 ダイオキシンの夏（2001年、工員）
- トップをねらえ! & トップをねらえ2! 合体劇場版!!（2006年、観測課長）
- TAILENDERS（2009年、巴士郎）

2010年代
- BUTA（2012年、ルー）
- FAIRY TAILシリーズ（2012年 - 2017年、ガジル・レッドフォックス） - 2作品
- UFO学園の秘密（2015年、エイスケ）
- Fw:ハマトラ / 劇場版 ミニはま（2015年、ムラサキ、ナレーション）
- 劇場版 黒子のバスケ LAST GAME（2017年、実渕玲央）
- ハイキュー!! 才能とセンス（2017年、温田兼生）
- Dance with Devils-Fortuna-（2017年、立華リンド）
- 映画 妖怪ウォッチ シャドウサイド 鬼王の復活（2017年、鬼島ゲンジ）
- 宇宙の法—黎明編—（2018年、エイスケ / 風間永介）

2020年代
- 囀る鳥は羽ばたかない（2020年、百目鬼力）
- まるだせ金太狼（2020年、犬飼）
- 劇場版 抱かれたい男1位に脅されています。〜スペイン編〜（2021年、在須清崇）
- バブル（2022年、オオサワ）
- 劇場版アイドリッシュセブン LIVE 4bit BEYOND THE PERiOD（2023年、八乙女楽）
- RABBITS KINGDOM THE MOVIE（2024年、文月海）
- 名探偵コナン 隻眼の残像（2025年、林篤信）

### OVA
2000年代
- ふたりエッチ（2002年、男A）
- モエかん THE ANIMATION（2003年、整備士B）
- ねとらん者 THE MOVIE（2004年、シバモリ）
- Prayers プレイヤーズ（2005年、イルサイブ）
- Angel's Feather #1 予兆（2006年、中条優斗）
- お金がないっ（2007年、久芳操）
- TAMALA ON PARADE（2007年、王子、洗面台、バルバロイ）
- KITE LIBERATOR（2008年、不動産店員）
- あかね色に染まる坂 ハードコア（2009年、長瀬準一）
- 聖闘士星矢 THE LOST CANVAS 冥王神話（2009年 - 2010年、ビャク）

2010年代
- SEX PISTOLS（2010年、藤原シロ）
- Peeban（2010年、モーリー）
- ああっ女神さまっ いつも二人で（2011年、人形劇の王子）
- オレ様キングダム（2011年、白馬凌） - 『ちゃお』2011年2月号・4月号付録
- FAIRY TAIL（2011年、ガジル・レッドフォックス）
- 乃木坂春香の秘密 ふぃな〜れ♪（2012年、綾瀬裕人）
- ダイヤのA 倉持洋一スペシャル番外編-OutRun（2015年、増子透） - 原作第45巻限定版
- 這いよれ! ニャル子さんF（2015年、余市健彦）
- パパのいうことを聞きなさい!（2015年、瀬川祐太） - 原作第18巻限定版
- バキ（2016年、ヘクター・ドイル） - 『刃牙道』第14巻限定版
- 鬼灯の冷徹（2017年、金太郎） - コミックス第24巻DVD付き限定版
- ゴールデンカムイ（2018年、夏太郎） - コミックス第15巻アニメDVD同梱版
- エスカクロン（2017年、笠井隼太）

### Webアニメ
2005年
- The King of Fighters: Another Day（部下B、オペレーター、兵士）
- リーンの翼

2006年
- Xenosaga II to III a missing year〜U.M.N.に封印されし真実の断片〜（スキエンティアエージェントA）

2014年
- Bonjour♪恋味パティスリー（葵井仁）
- 美少女戦士セーラームーンCrystal（キラル）

2017年
- せいぜいがんばれ!魔法少女くるみ（2017年 - 2019年、高橋イサム） - 2シリーズ

2018年
- B: The Beginning（アボット）
- めしぬま。（飯沼）

2020年
- ガンダムビルドダイバーズRe:RISE（オーガ）

2021年
- スーパー・クルックス（プレトリアン）
- がんばれ同期ちゃん（男性）

2022年
- TIGER & BUNNY 2（ジョリー）
- ググミちゃん（お父さん）

2023年
- 範馬刃牙（アレン）
- GAMERA -Rebirth-（ウィンストン・グリフィス）
- ガンダムビルドメタバース（オーガ）
- スコット・ピルグリム テイクス・オフ

2024年
- 君に届け 3RD SEASON（真田徹）
- Duel Masters LOST（2024年 - 2025年、アビスベル＝ジャシン帝） - 2シリーズ

### ゲーム
2003年
- THE 地球防衛軍

2004年
- エトワールの方程式（武田仁志）
- コロッケ!（2004年 - 2005年、レモネード、アーチャー、ユバ） - 2作品
- 幕末恋華 新選組（井上源三郎）

2005年
- イリスのアトリエ エターナルマナ2（フェルト・ブランシモン）
- エウレカセブン TR1:NEW WAVE（ウェス）
- 忍道 戒（鴉のゴウ）
- シャドウハーツ・フロム・ザ・ニューワールド（ゾンタ）
- ZOIDS TACTICS（ヴォルフ・ムーロア）
- テイルズ オブ レジェンディア（ポッポ）
- マビノ×スタイル（御神楽圭）

2006年
- アニマル横町 〜どき☆どき 進級試験！の巻〜（あみのパパ、弥生くん）
- エウレカセブン NEW VISION（ウェス）
- 風の殺意 - It's a long way round -（中津丈士）
- クラスターエッジ 〜君を待つ未来への証〜（アウイン・フリーデン）
- 新 鬼武者 DAWN OF DREAMS（ロベルト・フロイス）
- 戦国キャノン
- 玉響 -たまゆら-（古川俊一）
- 天外魔境 ZIRIA〜遥かなるジパング〜
- 転生八犬士封魔録（桧山真心）
- .hack//G.U. Vol.1 再誕
- パレドゥレーヌ（ヴァルター）
- ピヨたん〜ハウスキーパーはCuteな探偵〜（岩淵司、結城ちひろ）

2007年
- KoiGIG〜DEVIL×ANGEL〜（ラン）
- スパイダーマン3（ヴェノム）
- 幕末恋華 花柳剣士伝（中村半次郎）
- パレドゥロワイヤル（ヴァルター）
- ロックマンゼクス アドベント（シャルナク）

2008年
- あかね色に染まる坂 ぱられる（長瀬準一）
- ストリートファイターIV（2008年 - 2010年、ルーファス） - 2作品
- 絶対可憐チルドレンDS 第4のチルドレン（ケン・マクガイア、マグ・熱人、雑魚エスパーC、普通の人々C）
- 緋色の欠片（2008年 - 2010年、ケテル） - 2作品
- D.C. Girl's Symphony 〜ダ・カーポ〜 ガールズシンフォニー（2008年 - 2010年、四之宮渓） - 2作品
- D.C.II P.S. 〜ダ・カーポII〜 プラスシチュエーション（リオ・フォーカスライト、ぼーと）
- バーチャファイター5R（ジャン紅條）
- 星空のコミックガーデン（桐生先輩）
- モノクローム・ファクター cross road（我妻秋一〈マスター〉）

2009年
- アークライズファンタジア（ニコル・ベネックス）
- あかね色に染まる坂 ぽーたぶる（長瀬準一）
- アットゲームズ こえペタ 声ガチャ第7-8弾・声ショップ「葵優輝&茅野翠」編（葵優輝）
- 内田康夫DSミステリー 名探偵・浅見光彦シリーズ「副都心連続殺人事件」（浅見光彦）
- S.Y.K 〜新説西遊記〜（2009年 - 2011年、八戒） - 4作品
- シャイニング・フォース フェザー（ジン）
- ティアーズ・トゥ・ティアラ外伝 -アヴァロンの謎-（デキムス）
- 電撃学園RPG Cross of Venus（綾瀬裕人）
- ヒミツの大奥（川本宗助、藤原久道）
- ファイナルファンタジーXIII（ユージュ）
- マーベリック・スパイ -秘密の島のスパイたち-（アレック・スパイダー）
- メタルファイト ベイブレード シリーズ（2009年 - 2010年、八岐ロチ、ダーシァン） - 3作品
- Lucian Bee's RESURRECTION SUPERNOVA（ミッシェル・ウー）
- Le Ciel Bleu 〜ル・シエル・ブルー〜（ジェスター）

2010年
- STORM LOVER（2010年 - 2012年、卯都木悠人） - 3作品
- Happy☆Magic! 〜ハピ☆マジ!〜（碧山八重）
- FAIRY TAIL PORTABLE GUILD（ガジル・レッドフォックス）
- Fate/EXTRA（葛木センセイ / ユリウス・ベルキスク・ハーウェイ）
- 4じてん。 四字熟王立学院中等部 定期試験（花鳥・風月）
- ラストランカー（マキス）
- Lucian Bee's EVIL VIOLET（ミッシェル・ウー）

2011年
- SDガンダム GGENERATION（2011年 - 2012年、ラーガン・ドレイス） - 2作品
- オレ様キングダム 恋もマンガもデビューを目指せ! ドキドキLOVEレッスン（白馬凌）
- 神なる君と（竹清八雲）
- テイルズ オブ ザ ワールド レディアント マイソロジー3（ポッポ）
- ドラゴンボールヒーローズ（2011年 - 、フリーザ一族アバター〈エリートタイプ〉） - 5作品
- 謎惑館 〜音の間に間に〜（ネコ男）
- ファイナルファンタジー零式（タチナミ）
- FAIRY TAIL PORTABLE GUILD 2（ガジル）
- 魔界戦記ディスガイア4（フェンリッヒ） - 2作品
- マスケティア（ポルトス）
- LEGEND of VALHALLA 〜レジェンド オブ ヴァルハラ〜（レーヴァテイン）

2012年
- オレ様キングダム イケメン彼氏をゲットしよ! もえキュン スクールデイズ（白馬凌）
- 機動戦士ガンダムAGE ユニバースアクセル / コズミックドライブ（ラーガン・ドレイス）
- Glass Heart Princess（朝比奈天馬）
- ゲームでも、パパのいうことを聞きなさい!（瀬川祐太）
- ストリートファイター X 鉄拳（ルーファス）
- FAIRY TAIL ゼレフ覚醒（ガジル・レッドフォックス、ガジル〈エドラス〉）
- 魔導学院エスペランサ

2013年
- いっしょにごはん。PORTABLE（サトウ）
- 神咒神威神楽 曙之光（摩多羅夜行）
- Glass Heart Princess:PLATINUM（朝比奈天馬）
- CODE OF JOKER（緋神仁）
- Jewelic Nightmare（彩瀬七魅 / アレン）
- ジョジョの奇妙な冒険 オールスターバトル（東方仗助）
- STORM LOVER 2nd（卯都木悠人）
- Solomon's Ring 〜水の章〜（アミー）
- 箱庭のフォルクローレ（森の狼リカン、日かげ狼リカン）
- Fate/EXTRA CCC（ユリウス・ベルキスク・ハーウェイ）
- マブラヴ オルタネイティヴ トータル・イクリプス（レオン・クゼ少尉）
- ロミオVSジュリエット（ロレンス＝グロブス）

2014年
- ウルトラストリートファイターIV（ルーファス）
- 俺の屍を越えてゆけ2（鎮守ノ福郎太、赤羽根天神、鷲ノ宮星彦、月光天ヨミ、日光天トキ）
- 学園ヘヴン2 〜DOUBLE SCRAMBLE!〜（千葉隼人）
- CV 〜キャスティングボイス〜（神崎史之）
- クロノスタシア（アミル）
- 神撃のバハムート（オーウェン）
- 戦国大戦 -1600 関ヶ原 序の布石、葵打つ-（真田幸村(1600)、伊達政宗(1600)、長尾景春、宇喜多秀家(1600)、毛利輝元(1600)、大国実頼、戸田勝成、津野親忠）
- ハマトラ Look at Smoking World（ムラサキ）
- 放課後colorful＊step〜うんどうぶ!〜（熊代大地）
- マーメイド・ゴシック（ガリレオ＝メランコリー）
- 魔界戦記ディスガイア4 Return（フェンリッヒ）
- 妖怪ウォッチ2 真打（石田三成）
- 嫁コレ（卯都木悠人、ムラサキ）
- ロミオ&ジュリエット（ロレンス＝グロブス）

2015年
- アイドリッシュセブン（2015年 - 2024年、八乙女楽）
- アルスラーン戦記×無双（ジャスワント）
- あんさんぶるスターズ!（2015年 - 2020年、乙狩アドニス）
- 彼の秘蜜は恋の裏に（篠塚響）
- 黒子のバスケ 未来へのキズナ（実渕玲央）
- The Order:1886（ニコラ・テスラ）
- ジョジョの奇妙な冒険 アイズオブヘブン（東方仗助）
- ゼノブレイドクロス（イエルヴ） - 有料追加コンテンツで登場
- 大正×対称アリス（魔法使い）
- ドラゴンクエストVIII 空と海と大地と呪われし姫君（パヴァン王）
- 薄桜鬼 真改 風ノ章（本山小太郎）
- POSSESSION MAGENTA（久良木正親）
- 夢王国と眠れる100人の王子様（ベガ、イナミ）
- レイギガント（カイル・グリフィン）
- LOVE:QUIZ〜恋する乙女のファイナルアンサー〜（サイオンジ）

2016年
- 学戦都市アスタリスクフェスタ 鳳華絢爛（アルディ）
- グランブルーファンタジー（2016年 - 2023年、ランドル、オーウェン）
- 白猫プロジェクト（エイジ・アーディン）
- Cinderella Time プリプリンセス（猫柳 煉）
- SOUL REVERSE ZERO（アキレウス、源義経、天草四郎、真田幸村、周瑜）
- 大正×対称アリス all in one（魔法使い）
- Dance with Devils（立華リンド）
- ダンストリップス（朔久間柊）
- 鳥籠のマリアージュ 〜初恋の翼〜（三枝翔太）
- 薄桜鬼 真改 華ノ章（本山小太郎）
- 百花百狼 〜戦国忍法帖〜（月下丸）
- ボーイフレンド（仮）（黒霧時宗）
- Magical Stone（麒麟、ルシフェル）
- マジカルデイズ the Brats’s Parade（ツバキ）
- マジきゅんっ!ルネッサンス（庵條瑠衣）
- 猛獣たちとお姫様（ユゼフ）
- リゾートへようこそ 〜総支配人は恋をする〜（峰沢亮）
- 黎冥学園生徒会 〜天魔の末裔と禁断の果実〜（鎖是アキラ）
- 文豪とアルケミスト（横光利一）

2017年
- 異世界でカフェを開店しました。（キース・デリンジェイル）
- ツキノパラダイス。（文月海）
- ツキトモ。-TSUKIUTA.12 memories-（文月海）
- ラジアントヒストリア パーフェクトクロノロジー（ロッシュ）
- 君と霧のラビリンス（ヴィオラ）
- 猛獣たちとお姫様 〜in blossom〜（ユゼフ）
- 真・女神転生 DEEP STRANGE JOURNEY（ミトラス）
- レイヤードストーリーズ ゼロ（ヤシオ）
- 千の刃濤、桃花染の皇姫（鴇田宗仁）

2018年
- アイドリッシュセブン Twelve Fantasia!（八乙女楽）
- Dance with Devils My Carol（立華リンド）
- グリムノーツ Repage（パーン）
- 京刀のナユタ（安倍晴明、土蜘蛛）
- キャプテン翼ZERO 〜決めろ！ミラクルシュート〜（松山光）
- 東京コンセプション（剣崎晃）
- A3!（卯木千景）
- NARUTO TO BORUTO シノビストライカー（アバターボイス）
- 夢間集（曦月刀）

2019年
- HUNTER×HUNTER グリードアドベンチャー（シャウアプフ）
- ネルケと伝説の錬金術士たち 〜新たな大地のアトリエ〜（フェルト・ブランシモン）
- ルルアのアトリエ 〜アーランドの錬金術士4〜（フィクス・フィニス）
- スーパードラゴンボールヒーローズ ワールドミッション（フリーザ一族エリートタイプ）
- ラストクラウディア（レイ）
- ステラービース（フェルナンド）
- ゴシックは魔法乙女〜さっさと契約しなさい!〜（デネブ）
- 幻奏喫茶アンシャンテ（謎の青年）
- アクション対魔忍（ふうま小太郎）
- revisions next stage（ポチ）

2020年
- アークナイツ（キアーベ）
- 幻想マネージュ（ヒューゴ）
- ONE PUNCH MAN A HERO NOBODY KNOWS（金属バット）
- あんさんぶるスターズ!! Basic / Music（2020年 - 2024年、乙狩アドニス） - 2作品
- ウーユリーフの処方箋（キリオ）
- ブリガンダイン ルーナジア戦記（シド）
- FAIRY TAIL（ガジル・レッドフォックス）
- エリオスライジングヒーローズ（ブラッド・ビームス）
- キャプテン翼 RISE OF NEW CHAMPIONS（松山光）
- 聖闘士星矢 ライジングコスモ（ペルセウス座・アルゴル）
- この素晴らしい世界に祝福を! 〜この欲望の衣装に寵愛を!〜（キース）

2021年
- ソード&ブレイド（林平之）
- 僕のヒーローアカデミア ULTRA IMPACT（心操人使）
- 君は雪間に希う（川村京士郎）
- 幽☆遊☆白書 100%本気バトル（耶雲）
- 恋愛戦国ロマネスク 〜影武者姫は運命をあやなす〜（斎藤道三）
- モナーク/Monark（長谷川カケル）
- ブラックスター -Theater Starless-（ネコメ）
- Gate of Nightmares（エスティオ、ノルド）

2023年
- タワーオブスカイ（キオル）
- イースX -NORDICS-（レイフ・イヴリーズ）

2024年
- モンスターストライク（重面春太）
- ペルソナ3 リロード（友近健二）
- マツリカの炯-kEi- 天命胤異伝（ゼベネラ）
- 廻らぬ星のステラリウム（レナード）
- 刀剣乱舞 ONLINE（丙子椒林剣）
- 聖剣伝説 VISIONS of MANA（モートレア）
- My9Swallows TOPSTARS LEAGUE（司良堂達治）
- FAIRY TAIL 2（ガジル・レッドフォックス）

2025年
- ゼノブレイドクロス ディフィニティブエディション（イエルヴ）
- ファンタジーライフi グルグルの竜と時を盗む少女（トリップ）

### ドラマCD
- I LOVE PET!! 【ゴールデンレトリバー タケル】（タケル）
- あかね色に染まる坂 オリジナルドラマ（長瀬準一）
- 憧れのシチュエーションCDシリーズ vol.4 癒されたいっ!!（夏木恭介）
- 浅見光彦シリーズ（浅見光彦）
  - 浅見光彦シリーズ「後鳥羽伝説殺人事件」
  - 浅見光彦シリーズ「天河伝説殺人事件」
- 甘く優しい世界で生きるには（レオパルド・デスフェクタ[282]）
- アンチリテラルの数秘術師（冴上誠一）※電撃文庫MAGAZINE Vol.18付録「豪華声優陣×第17回電撃小説大賞コラボCD」
- イケメン☆アルバム 〜AIR Group〜 CLUB AIR PRECIOUS編（斗馬）
- 偉人アイドルプロジェクト 歴sing♪ シリーズ（武市半平太[283]）
  - 偉人アイドルプロジェクト 歴sing♪ 第1 - 3巻
  - 偉人アイドルプロジェクト歴sing♪ 〜セカンド・シーズン にゃあ!〜
- いっしょにごはん。 シリーズ（サトウ）
  - いっしょにごはん。 1・2・6
  - いっしょにごはん。あらかると 辛澤 澪
  - いっしょにごはん。あらかると 伴場 軍司
  - いっしょにごはん。あらかると 海野 力
  - いっしょにごはん。あらかると サトウ
  - いっしょにごはん。-炊きたて!-
- イリスのアトリエ エターナルマナ2 オリジナルドラマ Vol.1・2（フェルト）
- URADOL ポケドラ限定ドラマ（宇佐美累[284]） ※配信限定
- 英国妖異譚2 嘆きの肖像画（ジャック・パスカル）
- S.Y.K 〜新説西遊記〜 ドラマCD 「奪え!伝説のゴマ団子! 〜高級安眠枕も忘れるな〜」（八戒）
  - S.Y.K 〜新説西遊記〜 ドラマCD 〜曼珠沙華の夢はなびら、塵となり〜（八戒）
- EREMENTAR GERAD -蒼空の戦旗-（シンガ〔ヴァルナシンガ=フアジャール〕）
- おねがい☆フレンズ（篠原春巳）
- オペラ座の怪人〜愛と哀しみの鎮魂歌〜（ラウル）
- 終わりなき夏 永遠なる音律（冬馬巧）
- 学園天国パラドキシア（塚路七緒）
- 蟹工船（学生）
- 神様はじめました ドラマCD「神様、鞍馬山へいく」（二郎）※『花とゆめ』2013年19号付録[285]
- 季刊シリーズ『saison（セゾン）été（エテ）夏』（近江光[286]）
- KISS×KISS collections Vol.26 「スナッチキス」（柏樹秋夜）
- きらりん☆レボリューション（日渡星司）
- クズルウルマック 〜81プロデュースオリジナルドラマCD〜（カプラン）
- Glass Heart Princess:PLATINUM ドラマCD 〜時をかけて来た少女〜（朝比奈天馬[287]）
- 軍靴のバルツァー（ライナー・アウグスト・ビンケルフェルト[288]）※コミックス第11巻ドラマCD付き限定版
- 恋ギグ -Let It Bleed-（ラン）
  - 恋ギグ おもしろ放送局
- 戀々 シリーズ（弥生）
  - 戀々 一ノ巻
  - 戀々 第二幕 現鑑〜いまかがみ〜 五ノ巻[289]
- 恋するレッスンシリーズ（小林理大）
  - 小林理大のハニカミレッスン
  - 奏悠斗のパーフェクトレッスン
- 恋人は同居人  1・2（西園寺修一）
- コノ恋落チルベカラズ TRAP.5 神楽木閑（神楽木閑）
- TVアニメ「SERVAMP-サーヴァンプ-」ドラマCD（シャムロック）
  - 吸血鬼だらけの日曜日
  - 吸血鬼だらけのから騒ぎ
- 彩雲国物語 恋愛指南争奪戦!（欧陽玉）
- 最強職《竜騎士》から初級職《運び屋》になったのに、なぜか勇者達から頼られてます ドラマCD 星降る都市の旅立ち前日（アクセル・グランツ）
- 最初で最後のキスをする物語「SACRIFICE」Vol.4 ケイト（ケイト）
- 最遊記異聞 第壱巻（道卓）
- Sound Drama Fate/EXTRA（葛木センセイ / ユリウス・ベルキスク・ハーウェイ[290]）
- さくら前線（斉藤由紀）
- Sacrifice Vol.4（由科ケイト[291]）
- サムライドライブ（式守秀人）
- 侍ニーティ 〜ルルル×81ドラマCD〜（シシ）
- シャイニング・フォース フェザー ドラマCD（ジン）
- Shuffle 時を紡ぐ勇者たち vol.1 - 6（城ヶ崎亮太）
- ジャポニズム47（長野）※特典CDに出演
- 12人の優しい殺し屋「Sign：Ruby」（角坂翔）
- ジュエリック・ナイトメア シチュエーションドラマCD Vol.3〜アレキサンドライト&オールジュエル〜（アレン / 彩瀬七魅）
- 助手席彼氏CD4 ドキドキだらけ♥恋の仮免教習
- 初心カレ のんびり大学生〜綾編〜（桜庭綾）
- しろくまカフェ オリジナルドラマCD4 「ぐりずりーバー」（半田）
- 新 鬼武者 〜始動する物語〜（ロベルト）
- 神父と悪魔 銀の森の人狼（グスタフ）
- STORM LOVER シリーズ（卯都木悠人）
  - STORM LOVER 〜セントルイス・ハイ 執事喫茶で大騒動!?〜
  - STORM LOVER 〜セントルイス・ハイ 初日の出は君の隣で〜
  - STORM LOVER 〜セントルイス・ハイ 臨海学校 男たちの宴！〜
  - STORM LOVER 〜My Funny Valentine〜
  - STORM LOVER カップルデートCD -LOVERS COLLECTION- Vol.4 CELEBRITY DISC -悠人&タクミ-
  - STORM LOVER 〜恋のスタディー・セッション〜
  - STORM LOVER 〜保健室ラブバトル〜
  - STORM LOVER 〜フォーチュン・ラブ・バトル〜
  - STORM LOVER シチュエーションデートCD Vol.1 「悠人&タクミ」
- ストレンジ・プラス THE DRAMA CD2 〜DEEP SEEKER〜（香織）
  - ストレンジ・プラス THE DRAMA CD3 〜SERIAL ADDICT〜（香織）
- 声優戦隊ボイストーム7（ボイスシックス / 六本木健）※ドラマCD付きコミックス[292]
- セイント・ビースト シリーズ
  - セイント・ビースト 第7巻CONNECTION〜浄罪〜（神官A）
- セイント・ビースト シリーズ（天使ユリ）
  - セイント・ビースト 心模様〜ForYou〜「素顔のままで微笑んで」
  - セイント・ビースト ドラマCD エンジェルクロニクルズ 1 覚醒〜めざめ〜
  - セイント・ビースト ドラマCD 恩讐の章〜聖獣封印〜 第2・3巻
- 絶対彼氏。 フィギュアなDARLING（ホスト）
- アニメ 07-GHOST ドラマCD 第1巻（ハルセ）
- CELL DIVISION シリーズ（倉橋トキヤ）
  - CELL DIVISION “HUG&KICK”
  - CELL DIVISION “HUG&HEAVEN”
- 戦国IXA ドラマCD -絆- 其ノ弐（山県昌景）
- 戦国☆パラダイス -極- 第一巻・第二巻（徳川家康）
- 先輩後輩シリーズ vol.3 〜とある交響楽団での約束〜（七瀬智夏）
- 蒼黒の楔 緋色の欠片3 シリーズ（ケテル）
  - オトメイトCD BOOK 蒼黒の楔 緋色の欠片3 外伝
  - Dramatic CD Collection 蒼黒の楔 緋色の欠片3
- 大正吸血異聞 第四夜（柊弓弦）
- di[e]ce-ダイス-（男子生徒）
- Doubt（桜茂）
- ただいま、戦国武将さま！ 第1巻（明智光秀）
- THANATOS NiGHT Vol.1（イザヤ）
  - THANATOS NiGHT Re:Vival Vol.1
- Dance with Devils シリーズ（立華リンド）
  - アクマに囁かれ魅了されるCD 「Dance with Devils -EverSweet-」 Vol.3 リンド
  - アクマに囁かれ魅了されるCD 「Dance with Devils -Charming Book-」 Vol.3 リンド
  - アクマに囁かれ魅了されるCD 「Dance with Devils -Twin Lead-」
- 超♡モテ期 〜わたし、どうしたらいい?〜 ホスト編（翔平）
- 超訳百人一首 うた恋い。（宇都宮頼綱）
- ツキウタ。ドラマ! その3（文月海[293]）
- DearGirl〜Stories〜響（奈良塚浩之）
- DIG-ROCK シリーズ（葉山充弦）
- テイルズ オブ レジェンディア voice of character quest 1・2（ポッポ）
- 天下布武〜夢は遠く、儚く〜 〜81プロデュースオリジナルドラマCD〜（仁科盛信）
- 転生王女は今日も旗を叩き折る 0（クリストフ）
- 転生八犬士封魔録 ドラマCD〜新たなる影〜（桧山真心）
- 10-4（神内広務）
- 殿といっしょ（島津義弘）
- ドリームクラブ（ドリームイチロウ）
- ナナカミエール 第三巻 –福禄寿・寿老人編-（寿老人）
  - ナナカミエール 第四巻 -弁天・七福神編-
- 虹色セプテッタ ドラマCD「ワンナイト カーニバル」 DISC-1、2（日樫黒慧）
- ノインエッダ（シドー）（月刊コミック アース・スター 2011年6月号付録)
- のうりん（過真鳥継）[294]
- 乃木坂春香の秘密（綾瀬裕人）
- 獏狩り（男子生徒）
- 幕末恋華 新撰組（岡田以蔵）
- BASARA〜謀略の城〜（細川氏康）
- Bathtime lovers VOL.04 ヒミツの彼 KAZUKI（三村一樹[295]）
- Vassalord.（ライアン）
- Happy☆Magic! ラブ×2デートCD 碧山八重（碧山八重）
- バス走る。「忘れ名ヶ岡停留所」（竹中）
- 81レーベル第1弾 81プロデュース35周年記念企画オーディオドラマCD 「紫電改のタカ」（紺野）
- ハマトラ ドラマCDコレクション（ムラサキ）
- ハンドレッド（フリッツ・グランツ[296]）※第8巻ドラマCD付き限定特装版
- ハンドレッド（フリッツ・グランツ[297]） ※第10巻ドラマCD付き限定特装版
- P.S.すりーさん（ゲイツパパ）
  - P.S.すりーさん Vol.2
  - P.S.すりーさん 2011開幕盤
- 陽だまりのピニュ（久慈尚武）
- TVアニメ「ひとりじめマイヒーロー」ドラマCD Vol.2〜冬支度、メアリさん、ときどきBar〜（夏生）
- H+P -ひめぱら-（神来恭太郎）
- 百花百狼〜戦国忍法帖〜 ドラマCD「草枕奇談」（月下丸）
- 不思議の国のアリス〜Alice in Wonderland〜（三月ウサギ）
- 腐女子彼女。 Vol.1（武藤大河）
- 腐敗の帝王・揚羽蝶の烙印（アナウンサー）
- プリンセス・プリンセス Vol.4（姫番No.25）
- BLUE ROSES 〜妖精と青い瞳の戦士たち〜 ドラマCD AFTER BLUE STORY
- ベルサイユのばら（ベルナール・シャトレ、ポリニャック伯夫人）
- ボイスサプリ 悠輝&蒼司郎〜幼なじみ恋愛トライアングル〜（蒼司郎）
- 放課後colorful＊step〜Basketball club〜（熊代大地[298]）
- 方言恋愛 第4巻 茨城県・長野県（穂高颯二）
- 僕の初恋をキミに捧ぐ（神尾耕太郎）
- 僕らはみんな河合荘 ドラマCD（佐久間範弘）
- マイエルリンク 〜冬恋〜 81プロデュースオリジナルドラマCD（ジャン・サルヴァトル）
- マイカレ2（榎本甲斐）
- 魔界戦記ディスガイア4ドラマCD（フェンリッヒ）
- Majestical cr[L]own Lesson3 フィオン（フィオン・エドワーズ）
- 真夏の夜の夢（ライサンダー）
- マビノ×スタイル マビノキドラマシアター 〜謎の魔法カード〜（御神楽圭）
- まもりたい 〜81プロデュースオリジナルドラマCD〜（リウ）
- マンガで分かる心療内科（心内療）[299]
- メンズ校 1 - 4（花井衛）
- ヤングガン・カルナバル シリーズ（平等院将一）
- ヤンデレ天国（ヘブン）〜華麗なる西園寺家編〜（西園寺若狭）
- 夢王国と眠れる100人の王子様 夏の星の王子様達〜遥かなる雪の星を目指して〜（ベガ）
- 余命彼氏 Vol.06 -紡ぎ出す季節-（忠）
- ラジオドラマCD 四十五番目の話 第三巻（祐樹）
  - ラジオドラマCD 四十五番目の話 第六巻（啓祐）
- ラストランカードラマCD+ノベル 炭酸水とねじねじパン（マキス）
- リアルラブ case.2 坂井宗也（坂井宗也）
- リーマン戦隊タカナシレンジャー（春夏秋冬玲 / ブルー）
- リバース/エンド 2・3（ツルギ）
- ルードヴィッヒ革命（ヴィルヘルム）
- RED GARDEN ドラマCD Red Garden 岩Mix（エミリオ）
- 錬金3級 まじかる?ぽか〜ん オリジナルドラマCD（タン）
- ワンパンマン マジCD DRAMA & SONG VOL.02・04（金属バット）
- 青空の卵（鳥井真一[300]）※未発売
- 被虐のノエルSEASON 0 〜叛逆〜（ラウロ・マエストリ / パイソン）※2019年4月24日に東宝より発売

### BLCD
- 愛だろ、愛!! -山田ユギバンブーセレクションCD-「やらしい昼下がり」（佐野）
- 愛と欲望は学園で5（海老原無我）
- あかないとびら（薄井）
- アクアマリンバタフライ（ティトゥーズ・クストース）
- 悪人を泣かせる方法（茅野譲）
  - 悪だくみにも花はふる
- 甘くて熱くて息もできない 2・3（夢野涼介）
- アンバランスな熱（加賀谷竜）
- YES IT'S ME（江城）
- 犬と欠け月（昌子一弥）
- インモラル・トライアングル Case1.ご家庭 トライアングル（篠崎秋智佳）
- ヴァージン・スター（泉隼人）
- 兎オトコ虎オトコ 1・2（タカ）
- 宇田川町で待っててよ。（百瀬慧吾[301]）
- YEBISUセレブリティーズ 7（榎木）
- ENDLESS BEAT（田村）
- おきざりの天使（高坂則和）
- お仕事ください!（藤咲慎一）
- お義兄様が世界で1番っ♥（佐藤利津）
- 俺たちは新婚さんかもしれない2（蓮根浅黄）
- 俺は頼り方がわかりません（吉武[302]）
- 終わらない不幸についての話（鳥童隆太）
- 課外授業（津田彬）
- 駆け引きはベッドの上で（ジェイ）
- 片恋。―片想いからはじめました― vol.1 同級生に片恋。（殿森英太）
- 花鳥風月 1 - 3（谷々藤緒）
- 叶先生のすべて（日高唯人）
  - ある小説家のノロケ話
- カフェラテ・ラプソディ（津田・マクラウド・恵人）
- 仮面の花嫁〜弄花伝〜（義真）
- 彼らの恋の行方をただひたすらに見守るCD「男子高校生、はじめての」シリーズ（久世由紀夫）
  - 男子高校生、はじめての 〜第9弾 Kiss me plz,My IDOL〜
  - 男子高校生、はじめての 3rd after Disc 〜Dear〜
- キスの指数法則 vol.1 - 4（太一）※DL販売のサウンドドラマ
- きみが恋に堕ちる（教員）
- きみと手をつないで（兵藤香澄）
  - きみの目をみつめて
- きら星ダイヤル（須賀和弘）
- キレパパ。3（鷹司千鳥）
  - キレパパ。〜クリスマス☆パニック〜
  - キレパパ。水鬼オリジナル外伝  そして誰もいなくなった銀雪館
- 空中庭園（ゼブル）
- グッドモーニング（林）
- 恋が始まるケモノ耳（山下朔）
- 恋の雫（成沢亘）
- 恋の話がしたい（美成有一）
- 恋はいつも嵐のように+（新入生）
- 恋は淫らにしどけなく（聖澤佳光）
- 傲慢王子とシークレットラブ（ムザッファル[303]）
- calling（荒谷煌）
- COLDシリーズ（高久透）
  - COLD SLEEP
  - COLD LIGHT
  - COLD FEVER
- 黒衣の公爵（エドワード）
- 極道的純愛（新屋和己）
- 誤算のハート（烏童隆太[304]）
- ご主人様と犬 1・2（大庭要）
- こぼれる、（古川文）
- 今夜、ミスターで（羽山恭平）
- 囀る鳥は羽ばたかない（百目鬼[305]）
- SASRAシリーズ（ホルエムアケト）
  - SASRA 1・4（ホルエムアケト）
- 錆びた夜でも恋は囁く（真山）
- 3軒隣の遠い人（潮見）
- サンドリヨンの黒い革靴（火神尊）
- 残念だったな、運命だ!（御子柴要[306]）
- 地獄めぐり(上)（吽傍）
- 知ってるよ。（沢端次敏）
  - 知ってるよ。-君とふたりで-
- JUNK!BOYS（川上裕二）
- シュガードラッグ 薬学side（東間守）
- 情熱のヤングマン（山田健）
- 少年花嫁（三郎）
  - 星と桜の祭り〜少年花嫁2〜
  - 炎と鏡の宴〜少年花嫁3〜
  - 花と香木の宵〜少年花嫁5〜
- ショートケーキの苺にはさわらないで（阿部、裏ドール、ウェイター[307]）
- ショコラティエの恋愛条件（西澤優羽）
- 私立翔瑛学園男子高等部 倉科先生の受難（空手部員B）
- 仁義VS堅気2（蜂須加康平）
- 新宿Guardian 〜2nd mission〜（男子学生A）
- 新宿ラッキーホール（カタギリ）
- 新説・源氏物語 -藤壺の章-（葵の上）
- 新装版 Nobody Knows（テル）
- Simple Tone（桐谷直人）
- scarlet（藤倉時貴）
- Spirits Tea（篠塚真人）
- 全ての恋は病から（佐藤夏市）
- スメルズライクグリーンスピリット（桐野[308]）
- 征服者の恋（カルロス・デュラン）
- 誓約のうつり香（アルバイト）
- SEXY EFFECT 96 3 LOVE SEXUAL（千種[309]）
- 絶対シリーズ（高城幹弥）
  - 好きこそ恋の絶対
  - 君こそ僕の絶対
  - 愛こそ明日の絶対
- 背中合わせの恋 Vol.1・2（四谷紫苑）
- セラピストは眠れない（外村泰地）
- 専属で愛して（翔悟）
- 続！俺たちナマモノ？です（吉川慎二）
- ターニングポイント（今村敏喜）
- 抱かれたい男1位に脅されています。 5・6・7・9（在須）
- タナトスの双子1912（アンドレイ・ニコライエヴィチ・グロトフ）
  - タナトスの双子1917
- 種を蒔く人 〜南&北神シリーズ〜（南辰馬）
- 食べたくなっちゃった（高橋仁）
- 男子迷路（児玉）
- 地下鉄の犬（朝倉智紀）
- 散る散る、満ちる（里見幸一）
- ちんつぶ2 CHINKO NO TSUBUYAKI2（生徒）
- 月は闇夜に隠るが如く（若）
- 罪作りな君 -against LOVE-（カイト）
- 溺愛スウィートホーム（鷹遠征臣）
- デビルズハニー（菅谷俊光）
- テレビくんの気持ち（小泉渉）
- 天使の啼く夜（伊佐秀和）
- 東京・心中シリーズ
  - 東京・心中（日向万里）
  - STAR☆Right（日向万里）
  - STAR☆Knight
  - STAR☆Encount!
- 同人シリーズ（望月壱都）
  - 同人に恋して
  - 同人に夢みて
  - 同人で感じて
- ドSな裏アカ男子くん（ナナ）
- 友達を口説く方法（鬼塚陣）
- トラさんと狼さん
  - トラさんと狼さん（ワンコさん）
  - トラ兄さんとワンコさん（ワンコさん）
  - ちびトラさんの大冒険
- 都立魔法学園（クラス長）
- 生意気な遺伝子 Long Version（森本要）
- なんか、淫魔に憑かれちゃったんですけど（渡瀬透真）
  - なんか、淫魔が見えちゃってるんですけど
- 難攻不落な君主サマ（田村）
- 二川くんは恋したい！（隅慶太）
- ねかせないで（桜井日朗）
- 熱情の檻で眠れ（伊吹要）
- ハートの隠れ家 1（泉圭太郎[310]）
  - ハートの隠れ家 2（泉圭太郎）
- 白雨（武川秀一）
  - 淡雪（武川秀一）
  - 慈雨（武川秀一）
  - 夏雪（武川秀一）
- 八月七日を探して（二宮恭一）
- 花嫁は夜に散る（神流惣介）
- 蜜的男子スパイラル（一ノ宮玲）
- バニラリゾート（武嶋睦[311]）
- ハピネス（日置裕太）
- 陽だまりに吹く風（森崎彬）
- ビッグガンを持つ男〜薔薇の鎖で縛めて〜（裕太＝クロフォード）
- 酷くしないで（彰）
  - 酷くしないで 2
- ひと目会ったら恋に花（中馬一成）
- ヒマなのでハジメテみます。（中津川希）
- 秘密がある♥ シリーズ
  - 男の子には秘密がある♥（山下順平）
  - 片想いには秘密がある♥
  - 寝技には秘密がある♥（山下順平）
- 媚薬な教師に愛の手を（矢野）
- 部活の後輩に迫られています（吉武）
- ブサメン男子♂〜イケメン彼氏の作り方〜 シリーズ（岡野龍二）
  - ブサメン男子♂〜イケメン彼氏の作り方〜
  - ブサメン男子♂〜イケメン彼氏の作り方〜「新たなるイケメン」
  - ブサメン男子♂〜イケメン男子の作り方〜 番外編「なつらぶ」[312]
  - ブサメン男子♂〜イケメン男子の作り方〜「歪んだ四角関係!?」
  - ブサメン男子♂〜イケメン男子の作り方〜 番外編「はるらぶ」
  - ブサメン男子♂〜イケメン男子の作り方〜 「それぞれの想い」
  - ブサメン男子♂〜イケメン男子の作り方〜 番外編「ふゆらぶ」
- プッシーキングさまの悪癖（サーデク[313]）
- ブラザー★ シャッフル！（秋山）
- フラッター（浅田雅浩）
- プリティ・ベイビィズ（沢木主税）
- P.B.B.2（タケル）
  - P.B.B. GOLD DISC
- 便利屋さん 1・2（柴崇史）
- 法医学者と刑事の相性2 法医学者と刑事の本音（近衛達）
- ボーダー・ライン 1 - 3（坂下）
- 僕は君の鳥になりたい。（藤井大輔）
- ボディーガードは愛を継ぐ（同僚）
- 香港恋愛夜曲（相馬真吾）
- 魔王 シリーズ（義牙）
  - ホンキの恋罪
  - シアワセの誘惑
- まなざしのレジスタンス（岡田直也）
- 魔法使いの恋（西崎）
- まほデミー週番日誌 魔法学園♥月光プリズン（チェーザレ・ボルジア）
- 迷う男（滝川樹）
- 迷える庶民に愛の手を（御園生衣邑）
- 身代わり王子の純愛（星月広夢）
- ミスター・ロマンチストの恋（有坂和志）
- ムーンリット・ドロップス（香菅）
- メメントスカーレット（不破堅一郎[314]）
- 目を閉じても光は見えるよ（猪原仁）
- 妄想♥カタログ（多田）
- 野球天国（高市監督）
- 家賃半分の居場所です。（圭吾）
- 山田と少年（山田）
- 憂鬱な朝 1 - 6（久世暁人）
- 誘惑レシピ 1 - 5（岩塚）
- 四号×警備―シングル・マインド―（三春進之介）
- life-もう一度キスしたかった-（海道周、優）※二役
- ラ・サタニカ（松嶋元紀）
- 落花流水のホシ（皇豪太郎）
- Rush!（金井勝彦）
- リピート・アフター・ミー?（汪聖衛）
- 龍と竜（奨）
- リンクス-Links-（燕弥彦）
- 恋愛協定〜抜け駆けナシ!（男子生徒）
- 恋愛至難（大橋智哉）
- 恋愛DAYS〜ひとつ屋根の下〜（瀬戸夏生）
- ワンウェイの鍵（芳川政孝）

### ラジオドラマ
※はWebラジオ番組。
- 乃木坂春香の秘密（2007年、綾瀬裕人） - 電撃大賞
- 羽多野渉と古賀葵 コエ×コエ 音声コンテンツ
  - 君は優しい流星群（2022年※、ナレーション[315]）
  - イマジナリ（2022年※、ナレーション[316]）
  - 琵琶ロック（2022年※、スバル、ナレーション[317]）

### オーディオドラマ
- キリングバイツ（2015年、野本裕也[318]） - 単行本第4巻特典QRコード&パスワード
- あたしら憂鬱中学生（2013年、秦軍辞[319]） - スマートフォン向けボイスドラマアプリ配信
- 誰にでもできる影から助ける魔王討伐（アレス・クラウン[320]） - KADOKAWAanime（YouTubeチャンネル）
- 聴く本劇団「ナナイロ」（2017年、穂積涼[321]） - kikubon
- 聖女の魔力は万能です（2018年、アルベルト・ホーク[322]） - ノベルス第3巻特典URLおよび視聴用
- 転生先が少女漫画の白豚令嬢だった reBoooot!（2022年、マーロウ[323]） - コミックス第3巻特典二次元コード
- TRUE WIRELESS STEREO EARPHONES 羽多野渉 モデル 『オトもラジオ』BUDDY PASS付（2022年、オリジナルボイスドラマ[324]）

### 吹き替え

#### 映画
- 明日、君がいない（マーカス〈フランク・スウィート〉）
- アブレイズ（スコット〈マイケル・トルッコ〉）
- 雨音に君を想う（チョッカン〈ディラン・クォ〉）
- イタリア的、恋愛マニュアル（トンマーゾ〈シルヴィオ・ムッチーノ〉）
- 1年に12人の男（グァヌ〈ソンジェ〉）
- ヴェノム/毒蛇男の恐怖（リッキー）
- オクトパス ※ソフト版
- カウベルズ パパのビジネスを救え!（ジャクソン・ミード〈マイケル・トレヴィーノ〉）
- グリズリー・レイジ（リッチ）[注 2]
- 最強☆彼女（イリョン〈オン・ジュワン〉）
- CE4 エイリアン・アブダクション（ジョー〈ジョセフ・シコラ〉）
- シングルマン（ケニー・ポッター〈ニコラス・ホルト〉）
- 人狼村 史上最悪の田舎（トマス〈ゴルカ・オチョア〉）
- スターシップ・トゥルーパーズ2（オター）
- ステップ・アップ3（ジュリアン）
- タイガー・マウンテン 雪原の死闘（ジミー〈ハンギョン〉）
- CHAPPIE/チャッピー（ディオン・ウィルソン〈デーヴ・パテール〉）
- デスドール（ベン〈マイケル・ドーマン〉）
- トワイライト・オブ・ブラッド（トム・ホクシー〈ピーター・ムーニー〉）
- 猫のルーファスと魔法の王国（ルーファス）
- ハイスクール・ミュージカル2
- バルティック・ストーム
- 秘密のミラクル・マジシャン
- ファイアーウォール（グレン）
- プロムナイト（ボビー〈スコット・ポーター〉）
- 僕の、世界の中心は、君だ。（ジョング〈ソン・チャンウィ〉）
- 僕らのバレエ教室（チャンソプ〈オン・ジュワン〉）
- マイ・ファーザー 死の天使（ハイツマン）
- ライブ・フロム・バグダッド 湾岸戦争最前線
- リトル・イタリーの恋（パオロ、ベニート）
- ルパン
- レッドナイト

#### ドラマ
- 思いっきりハイキック!（イ・ユノ〈チョン・イル〉）
- コールドケース7 ザ・ファイナル（ビリー・サンダース）
- SCORPION/スコーピオン シーズン2 #14（コーディー・デッカー大尉）
- dirt
- 第一容疑者 希望のかけら
- タイムコップ（ジャック・ローガン〈中学生〉）
- デスパレートな妻たち5（プレストン〈マックス・カーバー〉、ポーター〈チャーリー・カーバー〉）
- 24 -TWENTY FOUR- シーズン7
- ナース・ジャッキー3（カイル・フィンチ）
- 西海岸捜査ファイル グレイスランド（マイク・ウォーレン〈アーロン・トヴェイト〉）
- パワーレンジャー・サムライ（マイク/グリーンレンジャー）
- ビヨンド・ザ・ブレイク（シュー）
- プライベート・プラクティクス2 迷えるオトナたち #2
- ブラザーズ&シスターズ（ライアン・ラファティ〈ルーク・グライムス〉）
- プラハの恋人
- THE BRIDGE/ブリッジ シーズン3 #6-（エーミル・ラーション〈アーダム・ポルソン〉）
- ホワイトカラー シーズン4 #14（ネイト・オズボーン〈ジャクソン・ラスボーン〉）
- メンタリスト シーズン1 #23（ハーディ保安官）

#### アニメ
- アメリカン・ドラゴン（スパッド）
- アルジュンの大冒険 〜氷の蓮の謎〜[325]（アシュワサーマ）
- きかんしゃトーマス（ハロルド、ウィンストン、ルーク 他） ※テレビ東京・NHK 版
  - きかんしゃトーマス みんなあつまれ!しゅっぱつしんこう（ハロルド）
  - トーマスをすくえ!! ミステリーマウンテン（ハロルド）
  - きかんしゃトーマス ミスティアイランド レスキュー大作戦!!（ハロルド）
  - きかんしゃトーマス ブルーマウンテンの謎（ルーク、ウィンストン）
  - きかんしゃトーマス キング・オブ・ザ・レイルウェイ トーマスと失われた王冠（ルーク）
  - きかんしゃトーマス チャオ!とんでうたってディスカバリー!!（ハロルド）
  - きかんしゃトーマス おいでよ!未来の発明ショー!（ハロルド）
- サミーとシェリー 七つの海の大冒険（サミー[326]）
- バットマン:ブレイブ&ボールド（ブラックライトニング、タフタン）
- パディントンのぼうけん（パディントン[327]）
- みつばちマーヤの大冒険2 ハニー・ゲーム（ビーグッド）
- ライアンを探せ!

### デジタルコミック
- VOMIC めだかボックス（2010年、日向）
- Beeマンガ 行け!稲中卓球部（2010年、田辺）
- ComicsDeluxe 極上の恋人 1（2010年、須田良海）
- Beeマンガ コスプレ☆アニマル（2010年、伊藤アラタ）
- Beeマンガ GTO（2012年、鬼塚英吉）
- VOMIC 白雪姫と7人の囚人（2013年、赤銅尊）
- 声優戦隊ボイストーム7（2013年、ボイスシックス / 六本木健[328]）
- Beeマンガ 好きっていいなよ。（2013年、中西健志）
- Beeマンガ うずまき（2014年、斎藤秀一）
- Beeマンガ 神さまの言うとおり（2014年、天谷武）
- comico ボイスコミック となりの席の小林さん。（2019年、岡野高光[329]）※アプリのみで配信
- サンリオ男子（2019年、菅見直樹[330]）
- カドカワストア.TV みーくんと5回のおねがい（2022年、奏汰）[331]

### ラジオ
※はインターネット配信。
2000年代
- 倉橋トキヤ×佐伯カズナ CELL DIVISIONの男話室13（2006年、ES ENTERTAINMENT WEBラジオ※）
- 週刊少年ファング（2006年 - 2007年、文化放送、ラジオ関西）
- CELL DIVISION Keep on doing（2006年 - 2007年、ラジオ大阪）
- お金がないっ Presents お金がほしいっ!!!（2006年 - 2007年、ラジオ関西）
- 月刊・男前通信（2007年、モバイル文化放送A&G）
- 今夜はとことん!声優王国（2007年、FMやまと）
- CyberBoys City（2007年、第14代目パーソナリティ）
- シャイニング・フォース フェザー 〜フォースMAX全開ラジオ〜（2008年 - 2009年、アニメイトTV※）
- 東京アニメセンターRADIOw（2009年 - 2010年、東京アニメセンター公式サイト※）
- ぽにきゅんラジオ 今日からモテ部!!（2009年 - 2010年、ぽにきゅんサイト※）

2010年代
- 羽多野・寺島 Radio 2D LOVE（2010年 - 、超!A&G+※）
- ストームラバー警報!（2010年 - 2011年、音泉※）
- VIRTUAL ADVENTURE 2（2011年、NACK5）
- MFR-Mystery Frontier Reporters!!（2011年 - 2014年、アニメイトTV※）
- 下野&羽多野の『歴sing♪レディオ』（2012年、RKCラジオ、アニメイトTV※）
- ハマトラジオ from カフェノーウェア（2013年 - 2014年、ラジオ大阪、ニコニコ動画※、HiBiKi Radio Station※、アニメイトTV※）
- ダイヤのA『生っていこーぜ』（2013年 - 2015年、ニコニコ生放送※）
- 華劇ラヂヲ（2014年、funラジオ※）
- 羽多野渉・増田俊樹のR-chuuuns!（2014年 - 2015年、超!A&G+※、AG-ON※）
- ラジオ「あんさんぶるスターズ!」〜夜闇の魔物に怯える子猫〜（2015年、音泉※）
- ストームラバー警報!改!（2015年 - 2016年、音泉※）
- Dance with Devils 四皇學園第三放送室（2015年 - 2016年、アニメイトTV※）
- カクヨム放送局（2016年 - 2017年、ニコニコ生放送※）
- ラジオ 腐男子高校生活「腐人類みな兄弟!!」（2016年、ラジオ関西）
- 羽多野渉・佐藤拓也のScat Babys Show!!（2016年 - 、音泉※、ニコニコ動画※、ラジオ大阪）
- 空想科学トンデモ論（2017年 - 2018年、ニコニコ動画※）
- アニソンHOLIC「81チャン 羽多野渉のにじそん！for girls」（2018年 - 2019年、i-dio※）
- 羽多野渉のhata[No.]（2019年、マンガPark※）

2020年代
- 羽多野渉と古賀葵 コエ×コエ（2020年 - 、TOKYO FM、AuDee※）

### ラジオ・トーク・朗読CD
- あいのことば その2 [羽多野渉]
- 愛のポエム付き言葉攻めCD Vol.4 花婿は嵐が丘の双子の王子
- あぶな絵、あぶり声〜薫〜
- 官能昔話4 〜グリム童話〜
- 官能昔話 生朗読イベントCD「宴の後」
- TVアニメ「空中ブランコ」DJCD「伊良部一郎診察日記」
- 月刊英雄図鑑 白盤（曹操）
- 月刊英雄図鑑 黒盤 ※キャストクレジットトークのみに出演
- 月刊男前図鑑 年下編 黒盤（高校生）
- 月刊男前図鑑 年下編 白盤 ※キャストクレジットトークのみに出演
- 平川大輔・小野友樹 月刊ガルスタラジオ 秘密の袋とじ もっと秘密の取り合いCD
- 心あたたまる物語 vol.2（〜友情編〜「さよならを言えなかった」）
- 心模様〜ForYou〜『素顔のままで微笑んで』（女神親衛隊長ユリ）
- 三国志 Three Kingdoms 公式朗読CD “鈴の音来たりて”／甘寧篇（甘寧）
- 12人の優しい殺し屋「INTRODUCTION」（角坂翔）
- 12人の優しい殺し屋 side R part 1
- DJCD ストームラバー警報! vol.1 - 4
- Story of 365 days HEART Anniversary From January to March（ソリティア）
- 声優フェスタ・春 声の大響宴 「声有第一中学校 新任教師の大災難」
- DJCD 07-GHOST the world vol.3
- CELL DIVISIONシリーズ（倉橋トキヤ）
  - CELL DIVISION“KEEP ON MOVING”vol.1
  - CELL DIVISION“はじめのいーっぽ”STAGE ONE!『僕等の日常』
  - CELL DIVISION“はじめのいーっぽ”STAGE TWO!『僕らの主張』
  - CELL DIVISION“はじめのいーっぽ”STAGE THREE!『僕らの挑戦』
- 洗顔フォーム+ナビゲーションCDセット「Time of Licht」（リヒト）
- 戦国武将物語〜豪傑編〜（朗読 - 第七話「前田利家物語」）
- 戦国武将物語外伝〜14の知将&豪傑物語〜（朗読 - 前田利家物語外伝「利家と秀吉」）
- ディスガイア4×日本一RADIO vol.2
- 羽多野・寺島 Radio 2D LOVE DJCD vol.01 - 06
- 羽多野渉・佐藤拓也のScat Babys Show!!
  - 番組P（e）R（o）CD
  - トークをダミーヘッドで公式録音CD
  - 「アニラジアワード受賞記念！セクシーディーな癒しーでぃー」
  - くっころCD“忍（にん）”
- ハマトラジオ from カフェノーウェア TAKEOUT[339]
- （有）チェリーベル分室『日雇い フラグラ・アイランド!』special.1 - 8
- 文豪とアルケミスト 朗読CD 第11弾「横光利一」
- 妄想エステ I - IV（ノエル）
  - 妄想エステ 番外編〜ノエルの白昼夢〜（ノエル）
- もう一つの日本史 知られざる武将たちの宴 その壱 「織田信長 対 徳川家康」
- モモっとトーク・スペシャルCD モモっとトーク・スペシャルCD3
- モモっとトーク・ダイジェストCD10 モモっとトーク・プルプルCD
- モモっとトーク・パーフェクトCD14 MOMOTTO TALK CD 羽多野渉盤
- ラジオ「あんさんぶるスターズ! 〜夜闇の魔物に怯える子猫〜」DJCDコレクション Vol.1 - 3
- ラジオCD「ラジオ Dream C Club」vol.5

### オーディオブック
- voice -とどけ、ぼくの声-（2007年、語り[340]）
- 天地明察（2015年、渋川春海[341]）
- 銀河英雄伝説 ユリアンのイゼルローン日記（2015年、政治家、ラン・ホー少佐）
- 鏡（2016年、朗読[342]）
- 真田十勇士（2016年、	真田幸村[343]
  - 参上、猿飛佐助
  - 決起、真田幸村
  - 激闘、大坂の陣
- 魔王の子、鬼の娘（2017年、朗読[344]）
- 青くて痛くて脆い（2019年、脇坂[345]）
- 最強職《竜騎士》から初級職《運び屋》になったのに、なぜか勇者達から頼られてます 1〜2（2019年 - 2022年、朗読、アクセル・グランツ）
- 俺の立ち位置はココじゃない!（2021年、風花道頼 ほか[346]）

### ナレーション
- 名前で呼ぶなって!（2007年4月 - 2008年3月）
- アニソンぷらす（2011年11月、テレビ東京）
- 岩合光昭の世界ネコ歩きmini（2023年8月28日 - 、NHK）

### テレビ番組
※はインターネット配信。
- アニソン★カフェ ゆめが丘（2009年、tvk）メインMC（カフェマスター）
- アニメ女子部（2007年 - 、AT-X）第2部ナビゲーター
- アニメ女子おうちカフェ部（2011年 - 、AT-X）
- 羽多野渉・佐藤拓也のScat Babys Show!! ペロ生（2016年 - 、ニコニコ生放送※）
- 羽多野るるる（2016年 - 、ニコニコ生放送※）[347]
- ニャンちゅう!宇宙!放送チュー!（2023年1月 - 、NHK Eテレ）ニャンちゅう（2代目）役

### テレビドラマ
- とある金曜日、LINEの中で（2019年、ナオトの声[348]）

### 特撮
- 仮面ライダーセイバー（2021年、イエティメギドの声[349]）

### 舞台
- AD-LIVE
  - AD-LIVE 2017（2017年9月16日、オリンパスホール八王子）
  - AD-LIVE 2018（2018年9月23日、三郷市文化会館）
- 劇団ヘロヘロQカムパニー 第35回公演「舞台版・声優に死す 〜other side〜」（2017年10月21日、全労済ホール / スペース・ゼロ[350]）
- 朗読劇『おみくじ四兄弟』 
  - 春はおむすび!（2019年4月7日、ひの煉瓦ホール） - 柊 役[351]
  - 冬の探偵はローストビーフがお好き（2019年12月21日、チームスマイル豊洲PIT） - 柊 役[352]
  - 秋の大冒険はフォーチュンクッキーとともに（2020年10月11日、生配信公演） - 柊 役[353]
- 朗読劇「スマホを落としただけなのに 囚われの殺人鬼」（2020年1月17日・19日、銀座博品館劇場） - 桐野良一（17日）、男（19日） 役
- CCCreation Presents リーディングシアターVol.1「RAMPO in the DARK」（2020年6月、神田明神ホール〈無観客収録〉）
- 朗読で描くミステリー「シャーロック・ホームズ 〜特別なあのひと〜」（2021年1月11日、紀伊國屋サザンシアターTAKASHIMAYA） - シャーロック・ホームズ 役[354]
- 朗読ミュージカル「『初恋』〜朝まだきの、春の雷雨の思い出ほどに〜」（2023年12月2日・3日、ところざわサクラタウン ジャパンパビリオン ホールA）[355]
- 朗読会 四季シリーズ・夏「イーハトーヴの旅 〜宮沢賢治の声が聞こえる〜」（2025年8月17日〈予定〉、品川プリンスホテル クラブeX）[356]

### 映像商品
- アイドリッシュセブン
  - 1st LIVE「Road To Infinity」
  - 2nd LIVE REUNION
- AD-LIVE
  - 2017 第3巻
  - 2018 第4巻
- アニソン★カフェ ゆめが丘 DVD Vol.0
- A3! SECOND Blooming FESTIVAL
- A3! BLOOMING LIVE 2019
- 江口拓也の俺たちだっても〜っと癒されたい!1・2
- オトメイトパーティー♪2009 イベントDVD
- ライブビデオ JAPAN 乙女♥Festival
- Original Entertainment Paradise -おれパラ- 2014・2016・2017
- KUROBAS CUP 2015
- 斉藤壮馬の和心を君に 4
- 佐藤拓也のゆうじょう戦隊ヨブンジャー 第1話
- イベント しろくまカフェ 〜七夕だよ！笹に願いを！〜
- STORM LOVER
  - 春恋嵐 イベントDVD
  - 夏恋嵐 イベントDVD
  - シリーズ合同バカップル祭 公演DVD
- 第二回声優アワード 永久保存版オフィシャルDVD 〜授賞式から舞台裏まで 受賞者たちの感動記〜
- CELL DIVISION first divided the DVD
- メイキング オブ タクミくんシリーズ 祠堂学院の休日 8人のプリンスたち DVD
- Dance with Devils スペシャルコンサート「カーテン・コール」
- 2D LOVE
  - 2D LOVE式 地域活性化計画 in 秩父 DVD
  - 2D LOVE式 WGP in GUAM 上巻・下巻
  - 2D LOVE式 湯けむり温泉 美少女三昧 in 岐阜
  - 2D LOVE式 二次元道を極める in 茨城
- ツキウタ。 THE ANIMATION イベント 月歌夏祭り
- 天才軍師 ファンディスク参
- ときめきレシピ ロシア料理の巻 〜間島淳司&羽多野渉〜
- バー 姐朋友 第1巻
- 羽多野渉〜風のとおりみち〜 DVD
- 花の声優界!スター☆ボウリング2007 人生投げずに玉投げて。みなさまのおかげサマーです!SP
- ビーズログTV 恋愛番長・リターンズ 通知表
- ひとりじめマイヒーロー スペシャルイベント「HOME PARTY!」
- 星空のコミックガーデン おいでよ!コミット2009春 イベントDVD
- ボドゲであそぼ 2ターンめ！ 2
- Magic-kyun! First Live 星ノ森サマーフェスタ2017
- 人狼バトル 〜人狼VS勇者〜
- 人狼バトル〜人狼VS英雄〜
- 人狼バトル lies and the truth 〜人狼VS王子〜
- MARINE SUPER WAVE LIVE 2011 - 2017
- MARINE SUPER WAVE R 2011 - 2018
- 声優DVD企画 宝探し
  - 宝探し〜ミライセンシ エピソード0〜in西武園ゆうえんち（ナレーション）
  - リアル宝探し 邪神ロキの呪い in東京ドイツ村
- 森川さんのはっぴーぼーらっきー VOL.19・20
- 森久保祥太郎のまる久保まる太郎 第2巻「乗久保馬太郎」
- Lucian Bee's LIVE DVD ROMANXIA WORLD TOUR 2010 in YOKOHAMA
- 恋華の宴・寿 イベントDVD
- 朗読劇「おみくじ四兄弟 冬の探偵はローストビーフがお好き」

### 実写映画
- 映画 タクミくんシリーズ「そして春風にささやいて」（2007年、吉沢道雄）
- 神☆ヴォイス（2011年、久保寺辰真[357]）

### その他コンテンツ
- トランスフォーマー ロボットマスターズ（2004年 - 2005年、G1コンボイ）
- FLASH動画Xenosaga II to III a missing year〜U.M.N.に封印されし真実の断片〜（2006年、スキエンティアエージェントA）
- まぜてよ★生ボイス（2008年 - 2013年、KYO・シン・レオン・リク〈リク&カイ〉・サクヤ）
- 風都presents 仮面ライダーW スペシャルイベント Supported by WINDSCALE（2009年、戦闘員ブーの声）
- ザ・少年倶楽部プレミアム（NHKBS2）（2010年4月16日、ナレーション）
- カノジョは嘘を愛しすぎてる TVCM（2011年、小笠原秋）
- バナフェス!タウン「華劇」(2011年 - 2012年、松浦彼方)
- ウルトラジャンプCM（2012年、東方仗助）* KIKI by VOICE Newtype
- KIKI by VOICE Newtype ボイスおみくじ KIKI MIKUJI おみくじ四兄弟（2016年 - 2021年、柊[358]）
- プレミアモバイル Web CM「プレモバが村に来た!! いつも近くにプレミアモバイル〜孫も驚く!!おじいちゃんが ＃人気声優 に!?〜」（2017年6月、おじいさん[359][360]）
- ムー公認「オカルトかるた」読み上げCD 羽多野渉編（2019年）
- ドラえもん＆Fキャラオールスターズ すこしふしぎ超特急（2021年[361]）
- TRUE WIRELESS STEREO EARPHONES 羽多野渉 モデル（2022年、システムボイス[324]）

## ディスコグラフィ

### シングル
|           | 発売日         | タイトル           | 規格品番                                                  | 規格品番   | オリコン 最高位 |
| CD+DVD/BD | 発売日         | タイトル           | CD                                                        |            | オリコン 最高位 |
| --------- | -------------- | ------------------ | --------------------------------------------------------- | ---------- | --------------- |
| 1st       | 2011年12月21日 | はじまりの日に     | AVCA-49132/B                                              | AVCA-49133 | 36位            |
| 2nd       | 2012年6月27日  | 流星飛行           | AVCA-49694/B                                              | AVCA-49695 | 38位            |
| 3rd       | 2013年3月13日  | 君はぼくが帰る場所 | AVCA-62227/B                                              | AVCA-62228 | 38位            |
| 4th       | 2014年2月19日  | Hikari             | AVCA-74227/B（ハマトラ盤） AVCA-74228/B（アーティスト盤） | AVCA-74229 | 29位            |
| 5th       | 2015年10月14日 | 覚醒のAir          | EYCA-10582/B                                              | EYCA-10583 | 14位            |
| 6th       | 2016年3月9日   | 運命のCoda         | EYCA-10786/B                                              | EYCA-10787 | 23位            |
|           | 2016年11月23日 | You Only Live Once | EYCA-11243/B                                              | EYCA-11244 | 22位            |
| 7th       | 2017年7月12日  | ハートシグナル     | EYCA-11462/B                                              | EYCA-11462 | 29位            |
| 8th       | 2017年11月22日 | KING & QUEEN       | EYCA-11679/B                                              | EYCA-11680 | 24位            |
| 9th       | 2019年11月27日 | フワリ フワリ      | EYCA-12623/B                                              | EYCA-12624 | 33位            |
| 10th      | 2020年12月23日 | Never End!Summer!  | EYCA-13180/B                                              | EYCA-13181 | 41位            |
| 11th      | 2021年11月24日 | Breakers           | EYCA-13468/B                                              | EYCA-13469 | 30位            |
| 12th      | 2022年2月23日  | ナニイロ           | EYCA-13470/B                                              | EYCA-13471 | 19位            |

### アルバム
|                | 発売日         | タイトル                     | 規格品番     | 規格品番     | 規格品番                       | 規格品番 | オリコン 最高位 |
| CD+BD          | 発売日         | タイトル                     | CD+DVD       | CD           | その他                         |          | オリコン 最高位 |
| -------------- | -------------- | ---------------------------- | ------------ | ------------ | ------------------------------ | -------- | --------------- |
| 1st            | 2014年10月22日 | W                            |              | EYCA-10057/B | EYCA-10058                     |          | 25位            |
| ミニ           | 2016年12月21日 | キャラバンはフィリアを奏でる |              | EYCA-11230   | EYCA-11229 （CD+フォトブック） | 40位     |                 |
| 2nd            | 2018年12月12日 | Futuristic                   | EYCA-12055   |              | 39位                           |          |                 |
| 3rd            | 2022年11月30日 | TORUS                        | EYCA-13923/B | EYCA-13924   |                                |          |                 |
| ベスト         | 2023年3月15日  | HATANO WATARU THE BEST       | EYCA-14016/B | EYCA-14017   | EYC1-14015/B （豪華BOX盤）     |          |                 |
| コンセプトミニ | 2023年11月15日 | Dawn                         | EYCA-14223/B | EYCA-14224   |                                |          |                 |

### タイアップ曲
| 楽曲                | タイアップ                                               | 時期   |
| ------------------- | -------------------------------------------------------- | ------ |
| My Hero,My No.1     | テレビアニメ『バトルスピリッツ 覇王』エンディングテーマ  | 2011年 |
| Wake Up! My Heart!! | テレビアニメ『バトルスピリッツ 覇王』オープニングテーマ  | 2012年 |
| Hikari              | テレビアニメ『ハマトラ』エンディングテーマ               | 2014年 |
| Mach 1.67           | ラジオ『ハマトラジオ from カフェノーウェア』テーマソング | 2014年 |
| 覚醒のAir           | テレビアニメ『Dance with Devils』オープニングテーマ      | 2015年 |
| Rolling life        | 劇場アニメ『Fw:ハマトラ』主題歌                          | 2015年 |
| 運命のCoda          | ゲーム『Dance with Devils』オープニングテーマ            | 2016年 |
| You Only Live Once  | テレビアニメ『ユーリ!!! on ICE』エンディングテーマ       | 2016年 |
| ハートシグナル      | テレビアニメ『ひとりじめマイヒーロー』オープニングテーマ | 2017年 |
| KING & QUEEN        | 劇場アニメ『Dance with Devils-Fortuna-』主題歌           | 2017年 |
| フワリ フワリ       | テレビ朝日『Break Out』オープニングテーマ                | 2019年 |
| Breakers            | テレビアニメ『さんかく窓の外側は夜』エンディングテーマ   | 2021年 |
| ナニイロ            | テレビアニメ『オリエント』エンディングテーマ             | 2022年 |

### 映像作品
|     | 発売日         | タイトル                                             | 規格品番     | 規格品番   |
| BD  | 発売日         | タイトル                                             | DVD          |            |
| --- | -------------- | ---------------------------------------------------- | ------------ | ---------- |
| 1st | 2017年1月25日  | Wataru Hatano Live 2016 “Synchronicity” Live DVD     |              | EYBA-11228 |
| 2nd | 2018年2月16日  | Wataru Hatano LIVE Tour 2017 “LIVE CARAVAN” Live DVD | EYBA-11829   |            |
| 3rd | 2018年10月26日 | Wataru Hatano LIVE Tour 2018 "LIVE KING & QUEEN"     | EYXA-12054   | EYBA-12073 |
| 4th | 2019年9月27日  | Wataru Hatano LIVE Tour 2019 -Futuristic-            | EYXA-12622   | EYBA-12621 |
| 5th | 2021年2月26日  | Wataru Hatano "Online" Live 2020 -ReIntro-           | EYXA-13183   | EYBA-13182 |
| 6th | 2021年8月27日  | Wataru Hatano Live 2021 -Thanks-                     | EYXA-13442/B |            |
| 7th | 2022年8月17日  | Wataru Hatano LIVE 2022 -colors-                     | EYXA-13851   |            |
| 8th | 2023年8月16日  | Wataru Hatano LIVE 2023 -TORUS-                      | EYXA-14163   |            |

|     | 発売日        | タイトル                            | 規格品番   |
| --- | ------------- | ----------------------------------- | ---------- |
| 1st | 2017年3月31日 | Wataru Hatano Music Clips 2011-2016 | EYBA-11332 |
| 2nd | 2022年3月23日 | Wataru Hatano Music Clips 2017-2021 | EYXA-13706 |

### キャラクターソング
| 発売日   | 商品名                                                                         | 歌 | 楽曲 | 備考                                                                                 |
| 2005年   | 2005年                                                                         | 2005年 | 2005年 | 2005年                                                                               |
| -------- | ------------------------------------------------------------------------------ | --- | --- | ------------------------------------------------------------------------------------ |
| 5月25日  | マビノキドラマシアター 〜謎の魔法カード〜                                      | ノゾミ・G・天織（升望）、御神楽圭（羽多野渉） | 「LOVE次元」 | ゲーム『マビノ×スタイル』関連曲                                                      |
| 6月22日  | 光陰叙事詩天使譚〜エンジェル・クロニクルズ〜／翼あるもの                       | 肩のものパール（鈴木達央）、天使サキ（寺島拓篤）、天使ユリ（羽多野渉） | 「光陰叙事詩天使譚〜エンジェル・クロニクルズ〜」                                                                                 | テレビアニメ『セイント・ビースト 〜光陰叙事詩天使譚〜』エンディングテーマ            |
| 12月21日 | Angel's Feather from OVA OPテーマ                                              | 中条優斗（羽多野渉）、三ツ木響平（柿原徹也） | 「ROCK STAR」 | OVA『Angel's Feather』オープニングテーマ                                             |
| 2006年   |                                                                                | | |                                                                                      |
| 8月11日  | Song on morning                                                                | CELL DIVISION | 「Song on morning」 「Nothing without you」                                                                                      | ラジオ『CELL DIVISION Keep on doing』関連曲                                          |
| 12月22日 | パレドゥレーヌ -PLATINUM DISC“Blu”後編「剣へのオマージュ」-                    | 黒貴族（諏訪部順一）、ヴィンフリート（鈴木達央）、ヴァルター（羽多野渉） | 「Un valzer di amore〜愛のワルツ〜」                                                                                             | ドラマCD『パレドゥレーヌ』関連曲                                                     |
| 2007年   |                                                                                | | |                                                                                      |
| 6月29日  | One Night Stand -愛体-                                                         | CELL DIVISION | 「One Night Stand -愛体-」 「SWEET DEPRESSION」                                                                                  | ラジオ『CELL DIVISION Keep on doing』関連曲                                          |
| 12月7日  | KoiGIG 〜DEVIL×ANGEL〜 BATTLE LOVE                                             | DEVIL×ANGEL | 「BATTLE LOVE」 | ゲーム『KoiGIG〜DEVIL×ANGEL〜』関連曲                                                |
| 12月7日  | KoiGIG 〜DEVIL×ANGEL〜 ROAD THAT BELIEVE                                       | ラン（羽多野渉） | 「Innocent」 | ゲーム『KoiGIG〜DEVIL×ANGEL〜』関連曲                                                |
| 12月12日 | 幕末恋華・花柳剣士伝 キャラクターソング〜其ノ伍／咲彦と中村半次郎              | 中村半次郎（羽多野渉） | 「真実の花」 | ゲーム『幕末恋華・花柳剣士伝』関連曲                                                 |
| 2008年   |                                                                                | | |                                                                                      |
| 9月24日  | モノクローム・ファクター キャラクターソング FACTOR.5／マスター                 | マスター（羽多野渉） | 「Monochrome」 | テレビアニメ『モノクローム・ファクター』関連曲                                       |
| 10月8日  | Side Girls Complete Disc                                                       | 四之宮兄弟 | 「Cherry's Magic＆Love」 | ゲーム『D.C. Girl's Symphony 〜ダ・カーポ〜 ガールズシンフォニー』オープニングテーマ |
| 10月8日  | Side Girls Complete Disc                                                       | 四之宮渓（羽多野渉） | 「time after time」 「Cherry's Magic＆Love」                                                                                     | ゲーム『D.C. Girl's Symphony 〜ダ・カーポ〜 ガールズシンフォニー』関連曲             |
| 2009年   |                                                                                | | |                                                                                      |
| 1月7日   | モノクローム・ファクター PERFECT VOCAL COLLECTION                              | マスター（羽多野渉） | 「Monochrome」 | テレビアニメ『モノクローム・ファクター』関連曲                                       |
| 2月6日   | 蒼黒の楔 緋色の欠片3 キャラクターソングCD／ケテル＆凛                          | ケテル（羽多野渉） | 「BORN TO DARK」 | ゲーム『蒼黒の楔 緋色の欠片3』関連曲                                                 |
| 2010年   |                                                                                | | |                                                                                      |
| 5月26日  | S.Y.K 〜新説西遊記〜 キャラクターソング ミニアルバム                           | 八戒（羽多野渉） | 「永遠の煌めき」 | ゲーム『S.Y.K 〜新説西遊記〜』関連曲                                                 |
| 6月23日  | 運命のカデンツァ／鮮烈なるShade way                                            | HONEYBUZZARD VI | 「運命のカデンツァ」 | ゲーム『Lucian Bee's RESURRECTION SUPERNOVA』オープニングテーマ                      |
| 6月23日  | 運命のカデンツァ／鮮烈なるShade way                                            | HONEYBUZZARD VI | 「鮮烈なるShade way」 | ゲーム『Lucian Bee's RESURRECTION SUPERNOVA』エンディングテーマ                      |
| 8月25日  | Blue Butterfly イケメン☆アルバム 〜AIR Group第3弾〜CLUB AIR PRECIOUS編         | 斗馬（羽多野渉） | 「HANABI」 | ドラマCD『イケメン☆アルバム』関連曲                                                  |
| 9月8日   | Daydream Labyrinth                                                             | 卯都木悠人（羽多野渉）、御子柴恭介（寺島拓篤） | 「Daydream Labyrinth」 | ゲーム『STORM LOVER』オープニングテーマ                                              |
| 9月8日   | Daydream Labyrinth                                                             | 卯都木悠人（羽多野渉）、御子柴恭介（寺島拓篤） | 「RE：MEMBER」 | ゲーム『STORM LOVER』エンディングテーマ                                              |
| 2011年   |                                                                                | | |                                                                                      |
| 4月27日  | FAIRY TAIL キャラクターソングアルバム Eternal Fellows                          | ガジル・レッドフォックス（羽多野渉） | 「METALLIC KISS」 | テレビアニメ『FAIRY TAIL』関連曲                                                     |
| 5月11日  | STORM LOVER CHARACTER SONG DISC〜LOVERS COLLECTION Vol.1                       | 卯都木悠人（羽多野渉） | 「灼熱のカルナバル」 | ゲーム『STORM LOVER』関連曲                                                          |
| 5月19日  | 真・週刊コミックTV+コミソンCD 81プロデュースVer.                               | （萌）メガネ男子倶楽部 | 「If…」 | ドラマCD『（萌）メガネ男子倶楽部』関連曲                                             |
| 8月4日   | Natsukoi Jet-Coaster                                                           | 卯都木悠人（羽多野渉）、御子柴恭介（寺島拓篤） | 「Natsukoi Jet-Coaster」 | ゲーム『STORM LOVER 夏恋!!』オープニングテーマ                                       |
| 8月4日   | Natsukoi Jet-Coaster                                                           | 卯都木悠人（羽多野渉）、御子柴恭介（寺島拓篤） | 「恋蝉」 | ゲーム『STORM LOVER 夏恋!!』エンディングテーマ                                       |
| 11月16日 | Dreamers!                                                                      | 白池悠宙（梶裕貴）、久保寺辰真（羽多野渉） with 久保寺声優学校オールスターズ | 「Dreamers!」 | 映画『神☆ヴォイス』主題歌                                                            |
| 12月28日 | MUSIC OF 「神★ヴォイス」                                                       | 久保寺辰真（羽多野渉） | 「Dreamers!」 | 映画『神☆ヴォイス』関連曲                                                            |
| 2012年   |                                                                                | | |                                                                                      |
| 5月16日  | FAIRY TAIL キャラクターソングアルバム2 キズナだろー!!                          | ガジル・レッドフォックス（羽多野渉） | 「俺のIRONブルース」 | テレビアニメ『FAIRY TAIL』関連曲                                                     |
| 5月23日  | 太陽曰く燃えよカオス                                                           | 後ろから這いより隊B | 「黒鋼のストライバー」 | テレビアニメ『這いよれ！ニャル子さん』劇中歌                                         |
| 6月13日  | selfish toxic                                                                  | 卯都木悠人（羽多野渉）、御子柴恭介（寺島拓篤） | 「selfish toxic」 | ゲーム『STORM LOVER 快!!』オープニングテーマ                                         |
| 6月13日  | selfish toxic                                                                  | 卯都木悠人（羽多野渉）、御子柴恭介（寺島拓篤） | 「nameless」 | ゲーム『STORM LOVER 快!!』エンディングテーマ                                         |
| 7月25日  | 邪神曲たち                                                                     | 後ろから這いより隊 | 「禍々しくも聖なるかな」 | テレビアニメ『這いよれ！ニャル子さん』関連曲                                         |
| 8月8日   | 機動戦士ガンダムAGE キャラクターソングアルバム Vol.1 フリット編                | ラーガン・ドレイス（羽多野渉） | 「誰にだって」 | テレビアニメ『機動戦士ガンダムAGE』関連曲                                            |
| 9月5日   | ドラマCD 偉人アイドルプロジェクト 歴sing♪ 第1巻                                | 武市半平太（羽多野渉） | 「Shadow⇔Lights」 |                                                                                      |
| 10月17日 | しろくまカフェ エンディングテーマ Vol. 5／半田                                 | 半田（羽多野渉） | 「みちのく飼育ブルース」 「しろくまカフェ〜半田〜」                                                                              | テレビアニメ『しろくまカフェ』関連曲                                                 |
| 12月26日 | Steel Your Heart／恋色ミラクル                                                 | Glass Heart Prince | 「Steel Your Heart」 | ゲーム『Glass Heart Princess』オープニングテーマ                                     |
| 12月26日 | Steel Your Heart／恋色ミラクル                                                 | Glass Heart Prince | 「恋色ミラクル」 | ゲーム『Glass Heart Princess』エンディングテーマ                                     |
| 2013年   |                                                                                | | |                                                                                      |
| 1月23日  | Glass Heart Princess サウンドトラック plus                                     | 朝比奈天馬（羽多野渉） | 「Steel Your Heart」 「恋色ミラクル」                                                                                            | ゲーム『Glass Heart Princess』関連曲                                                 |
| 3月27日  | 這いよれ！ニャル子さんW WWWキャラクターソングシリーズVOL.6 余市健彦            | 後ろから這いより隊Y | 「ZERO FLAG MRN×ただの友達」 「太陽言わない燃えよカオス」                                                                        | テレビアニメ『這いよれ！ニャル子W』関連曲                                            |
| ？       | 太陽言わない燃えよカオス / 後ろから這いより隊6人 ver.                          | ニャル子（阿澄佳奈）、八坂真尋（喜多村英梨）、クー子（松来未祐）、ハス太（釘宮理恵）、暮井珠緒（大坪由佳）、余市健彦（羽多野渉）                                                                                                | 「太陽言わない燃えよカオス」 | テレビアニメ『這いよれ！ニャル子W』関連曲                                            |
| 4月10日  | 邪名曲たち                                                                     | 余市健彦（羽多野渉） | 「Brave Love, TIGA」 | テレビアニメ『這いよれ！ニャル子W』関連曲                                            |
| 4月24日  | 恋は渾沌の隷也                                                                 | 後ろから這いより隊B | 「Blast of Fate 〜疾風の行方〜」                                                                                                 | テレビアニメ『這いよれ！ニャル子W』劇中歌                                            |
| 6月26日  | THE UNLIMITED 兵部京介 BD/DVD 第4巻初回限定版特典                              | 藤浦葉（羽多野渉） | 「Take It Easy!!」 | テレビアニメ『THE UNLIMITED 兵部京介』関連曲                                         |
| 7月5日   | ツキウタ。 7月 文月海「さよなら夢花火」                                        | 文月海（羽多野渉） | 「さよなら夢花火」 「笹の葉ラブレター」                                                                                          | ドラマCD『ツキウタ。』関連曲                                                         |
| 7月17日  | 這いよれ! ニャル子さんW エンディングソングシリーズ3 RAMMに這いよるZZZ          | RAMMに這いよる真尋と余市 | 「愛クルセイダース†ストライバー」                                                                                                | テレビアニメ『這いよれ！ニャル子さんW』エンディングテーマ                            |
| 12月18日 | 声優戦隊ボイストーム7 音楽集〜ボイストーム・ミュージック                       | 一文字遼（柿原徹也）、六本木健（羽多野渉） | 「MESSAGE」 | デジタルコミック『声優戦隊ボイストーム7』関連曲                                      |
| 12月25日 | しろくまカフェ ミュージックベスト                                              | 半田（羽多野渉） | 「みちのく飼育ブルース」 | テレビアニメ『しろくまカフェ』関連曲                                                 |
| 2014年   |                                                                                | | |                                                                                      |
| 5月9日   | Photograph Journey 〜in Hokkaido〜                                             | 桧森蛍（羽多野渉） | 「diamond dust」 | ドラマCD『Photograph Jouney』関連曲                                                  |
| 7月25日  | ツキウタ。シリーズ デュエットCD ひとしずく×やま△×年長組1「君に花を、君に星を」 | 文月海（羽多野渉）、霜月隼（木村良平） | 「君に花を、君に星を」 | キャラクターCD『ツキウタ。』関連曲                                                   |
| 11月26日 | ドラマCD 偉人アイドルプロジェクト 歴sing♪ 〜セカンド・シーズン ぼっちり！〜    | 桂浜ブラザーズ | 「時空（とき）のランデヴー」 |                                                                                      |
| 11月28日 | ツキウタ。シリーズ デュエットCD きくお×年長組2「Celestite」                    | 文月海（羽多野渉）、霜月隼（木村良平） | 「Celestite」 | キャラクターCD『ツキウタ。』関連曲                                                   |
| 12月24日 | 5 soul MATE"S"                                                                 | アイベヤ with 倉持洋一&増子透 | 「5 soul MATE”S”」 | Web番組『「ダイヤのA」青心寮へようこそ！〜生ってこーぜ〜』テーマソング               |
| 2015年   |                                                                                | | |                                                                                      |
| 3月18日  | 神様はじめました◎ キャラクターソング 05〜鞍馬天狗☆男祭                         | 二郎（羽多野渉）、翠郎（平川大輔） | 「鞍馬双天狗」 | テレビアニメ『神様はじめました◎』関連曲                                              |
| 3月18日  | 神様はじめました◎ キャラクターソング 05〜鞍馬天狗☆男祭                         | 二郎（羽多野渉） | 「証」 「鞍馬双天狗（翠郎off ver.）」                                                                                            | テレビアニメ『神様はじめました◎』関連曲                                              |
| 3月27日  | ツキウタ。シリーズ Procellarum                                                 | Procellarum | 「ONE CHANCE？」 | キャラクターCD『ツキウタ。』関連曲                                                   |
| 4月1日   | 聖剣使いの禁呪詠唱 救世主達の旋律 3                                            | サー・エドワード・ランパード（羽多野渉） | 「KEEP CALM AND ENJOY LIFE」 | テレビアニメ『聖剣使いの禁呪詠唱』関連曲                                             |
| 6月17日  | Love Cuisine 〜モンスターズ・レシピ〜 Vol.1                                    | ルー・ガロッテ（羽多野渉）、ヴィン・ブラッド（木村良平） | 「Amazing Cuisine」 | ドラマCD『Love Cuisine 〜モンスターズ・レシピ〜』関連曲                              |
| 7月1日   | 神様はじめました◎下巻 Blu-ray＆DVD スペシャルCD                                | 奈々生（三森すずこ）、巴衛（立花慎之介）、鞍馬（岸尾だいすけ）、瑞希（岡本信彦）、護（山下大輝）、乙比古（高橋広樹）、大国主（森久保祥太郎）、悪羅王（諏訪部順一）、二郎（羽多野渉）、翠郎（平川大輔）、夜鳥（下野紘）          | 「Happiness〜ミカゲ社のテーマ〜 下巻Ver.」                                                                                       | テレビアニメ『神様はじめました◎』関連曲                                              |
| 7月1日   | 神様はじめました◎下巻 Blu-ray＆DVD きゃにめ.jp限定特典CD                       | 二郎（羽多野渉） | 「Happiness〜ミカゲ社のテーマ〜」                                                                                                | テレビアニメ『神様はじめました◎』関連曲                                              |
| 7月31日  | ツキウタ。 7月 文月海2                                                         | 文月海（羽多野渉） | 「Beast Master」 「透明ララバイ」                                                                                                | キャラクターCD『ツキウタ。』関連曲                                                   |
| 10月14日 | スタミュ ミュージカルソングシリーズ ☆SHOW TIME 02☆／華桜会＆鳳樹               | 華桜会 | 「我ら、綾薙学園華桜会」 | テレビアニメ『スタミュ』関連曲                                                       |
| 10月21日 | マドモ★アゼル                                                                  | PENTACLE★ | 「マドモ★アゼル」 | テレビアニメ『Dance with Devils』エンディングテーマ                                  |
| 10月28日 | あんさんぶるスターズ！ ユニットソングCD Vol.1 UNDEAD                           | UNDEAD | 「Melody in the Dark」 「ハニーミルクはお好みで」                                                                                | ゲーム『あんさんぶるスターズ！』関連曲                                               |
| 11月11日 | Dance with Devils キャラクターシングル3／立華リンド                            | 立華リンド（羽多野渉） | 「アンバランスに愛して」 「君だけの守護騎士」                                                                                    | テレビアニメ『Dance with Devils』関連曲                                              |
| 11月18日 | Love Cuisine 〜モンスターズ･レシピ〜 全巻連動購入特典 別腹CD                   | ルー・ガロッテ（羽多野渉）、ヴィン・ブラッド（木村良平）、フランクリン・グリーンウッド（佐藤拓也）、アミン・ケベフト（代永翼）、ルビノー&コルリ（緒方恵美）、ヘルマン・ヴァルコイネン（鳥海浩輔）、オズ・レオパルド（小西克幸） | 「Amazing Cuisine 〜Special ver.〜」                                                                                             | ドラマCD『Love Cuisine 〜モンスターズ・レシピ〜』関連曲                              |
| 12月2日  | SECRET NIGHT                                                                   | TRIGGER | 「SECRET NIGHT」 「NATSU☆しようぜ！」 「Leopard Eyes」                                                                           | ゲーム『アイドリッシュセブン』関連曲                                                 |
| 12月2日  | 恋歌ロイド Type03 響＆玲-キョウ＆レイ-                                         | 響（寺島拓篤）、玲（羽多野渉） | 「Toy Garden -digital ver.-」 | キャラクターCD『恋歌ロイド』関連曲                                                   |
| 12月9日  | スタミュ ミュージカルソングシリーズ ☆SHOW TIME 10☆／team鳳＆華桜会             | 華桜会 | 「SING A SONG!MUSICAL!」 | テレビアニメ『スタミュ』関連曲                                                       |
| 12月20日 | 黒子のバスケ SOLO MINI ALBUM Vol.7 赤司征十郎 -Emperor Voice-                  | 赤司征十郎（神谷浩史）、実渕玲央（羽多野渉）、葉山小太郎（増田俊樹）、根武谷永吉（藤原貴弘）、黛千尋（逢坂良太） | 「DEEP FIGHT feat. 実渕玲央、葉山小太郎、根武谷永吉、黛千尋」                                                                    | テレビアニメ『黒子のバスケ』関連曲                                                   |
| 12月23日 | ハマトラ HAMATORACKS                                                           | 羽多野渉 | 「Mach 1.67」 「Hikari Unplugged」 「約束」 「Hikari」                                                                           | テレビアニメ『ハマトラ』関連曲                                                       |
| 12月23日 | ハマトラ HAMATORACKS                                                           | ナイス（逢坂良太）、ムラサキ（羽多野渉） | 「Little Crazy」 | テレビアニメ『ハマトラ』関連曲                                                       |
| 12月23日 | ハマトラ HAMATORACKS                                                           | ムラサキ（羽多野渉） | 「Free to Fly」 「Another world」                                                                                                | テレビアニメ『ハマトラ』関連曲                                                       |
| 12月25日 | Dance with Destinies                                                           | 立華リツカ（茜屋日海夏）、鉤貫レム（斉藤壮馬）、立華リンド（羽多野渉） | 「Dance with Destinies Overture」 「Dance with Destinies」                                                                       | テレビアニメ『Dance with Devils』挿入歌                                              |
| 12月25日 | Dance with Destinies                                                           | 鉤貫レム（斉藤壮馬）、立華リンド（羽多野渉） | 「KETTO〜譲れない、せめぎ愛〜」                                                                                                  | テレビアニメ『Dance with Devils』挿入歌                                              |
| 12月25日 | Dance with Destinies                                                           | Grimoire all star cast | 「Crazy about you」 | テレビアニメ『Dance with Devils』挿入歌                                              |
| 2016年   |                                                                                | | |                                                                                      |
| 2月12日  | ツキウタ。 シリーズ Procellarumベストアルバム「白月」                          | 文月海（羽多野渉） | 「さよなら夢花火」 | キャラクターCD『ツキウタ。』関連曲                                                   |
| 3月下旬  | 恋歌ロイド 全巻連動購入特典CD                                                  | 響（寺島拓篤）、玲（羽多野渉） | 「Toy Garden -UN-digital ver-」                                                                                                  | キャラクターCD『恋歌ロイド』関連曲                                                   |
| 4月22日  | BL(U)CK BASIS                                                                  | PENTACLE★★ | 「BL(U)CK BASIS」 | ゲーム『Dance with Devils』エンディングテーマ                                        |
| 4月27日  | 大正×対称アリス キャラクターソングシリーズ vol.6 魔法使い                      | 魔法使い（羽多野渉） | 「導きの呪文」 | ゲーム『大正×対称アリス』関連曲                                                      |
| 5月18日  | キミにマジきゅんっ！                                                           | 一条寺帝歌（梅原裕一郎）、墨ノ宮葵（KENN）、帯刀凛太郎（小野友樹）、庵條瑠衣（羽多野渉）、土筆もね（蒼井翔太）、響奏音（江口拓也）                                                                                              | 「キミにマジきゅんっ！」 「Magical Flower」                                                                                      | 『マジきゅんっ！ルネッサンス』関連曲                                                 |
| 7月27日  | Hardy Buddy                                                                    | レイティア・サンテミリオン（大坪由佳）、フリッツ・グランツ（羽多野渉） | 「Hardy Buddy」 | テレビアニメ『ハンドレッド』エンディングテーマ                                       |
| 7月28日  | SEKAIはボーイミーツボーイ♂                                                     | 坂口亮（羽多野渉） | 「SEKAIはボーイミーツボーイ♂」 「妄想→ノンストップ」                                                                             | テレビアニメ『腐男子高校生活』主題歌                                                 |
| 8月24日  | マギ シンドバッドの冒険 COMPLETE BOX                                           | シンドバッド（小野大輔）、ミストラス（羽多野渉）、ジャーファル（櫻井孝宏） | 「Life goes on」 | テレビアニメ『マギ シンドバッドの冒険』関連曲                                        |
| 8月26日  | ツキウタ。 THE ANIMATION 主題歌                                                | Procellarum | 「LOLV -Lots of Love-」 | テレビアニメ『ツキウタ。 THE ANIMATION』主題歌                                       |
| 9月21日  | Dance with Devils ユニットシングル2 立華リンド vs ジェキ                       | 立華リンド（羽多野渉）、ジェキ（鈴木裕斗） | 「My Little Ruby Bird」 | テレビアニメ『Dance with Devils』関連曲                                              |
| 9月28日  | あんさんぶるスターズ！ ユニットソングCD 2nd Vol.1 UNDEAD                       | UNDEAD | 「DESTRUCTION ROAD」 「Darkness 4」                                                                                              | ゲーム『あんさんぶるスターズ！』関連曲                                               |
| 9月28日  | ハンドレッド バトルソングシリーズ01                                            | ハヤト（長谷川芳明）、フリッツ（羽多野渉） | 「DIAMOND STAR」 | テレビアニメ『ハンドレッド』関連曲                                                   |
| 10月5日  | 文豪ストレイドッグス キャラクターソングミニアルバム 其ノ参                     | 梶井基次郎（羽多野渉） | 「状態変化実験における不可逆的事象の考察について」                                                                               | テレビアニメ『文豪ストレイドッグス』関連曲                                           |
| 10月26日 | マジきゅんっ！No.1☆                                                            | ArtiSTARs | 「マジきゅんっ！No.1☆」 「Give you! Smile♡」                                                                                     | テレビアニメ『マジきゅんっ！ルネッサンス』オープニングテーマ                         |
| 10月26日 | Please kiss my heart                                                           | ArtiSTARs | 「Please kiss my heart」 「誰よりもI love you」                                                                                  | テレビアニメ『マジきゅんっ！ルネッサンス』エンディングテーマ                         |
| 10月26日 | Naked Moon Light                                                               | 向樹（浪川大輔）、壁井柚（柿原徹也）、朔久間柊（羽多野渉） | 「Naked Moon Light」 | ゲーム『ダンストリップス』主題歌                                                     |
| 12月7日  | Solo-kyun!Songs vol.3 庵條瑠衣                                                 | 庵條瑠衣（羽多野渉） | 「Step of Happiness!」 「いつもby your side」                                                                                    | テレビアニメ『マジきゅんっ！ルネッサンス』関連曲                                     |
| 2017年   |                                                                                | | |                                                                                      |
| 1月11日  | Music-kyun♪Memories                                                            | ArtiSTARs | 「Dear my special」 「Art Session!!!!!!!」                                                                                       | テレビアニメ『マジきゅんっ！ルネッサンス』関連曲                                     |
| 2月24日  | ツキウタ。 THE ANIMATION BD・DVD第6巻特典CD                                    | 文月海（羽多野渉） | 「mare〜君と綴る航海日誌〜」 | テレビアニメ『ツキウタ。 THE ANIMATION』エンディングテーマ                           |
| 3月24日  | ツキウタ。 THE ANIMATION BD・DVD第7巻特典CD                                    | Six Gravity、Procellarum | 「ツキノウタ。」 | テレビアニメ『ツキウタ。 THE ANIMATION』エンディングテーマ                           |
| 5月10日  | ☆2nd SHOW TIME 6☆ 前・華桜会&暁×楪×漣                                          | 華桜会 | 「WONDERFUL WONDER!」 | テレビアニメ『スタミュ』第2期挿入歌                                                  |
| 5月10日  | ☆2nd SHOW TIME 6☆ 前・華桜会&暁×楪×漣                                          | 暁鏡司（森久保祥太郎）、楪・C・リオン（鳥海浩輔）、漣朔也（羽多野渉） | 「A DAY IN THE DREAM」 | テレビアニメ『スタミュ』第2期関連曲                                                  |
| 6月21日  | ☆2nd SHOW TIME 12☆ team鳳&team柊&揚羽×蜂矢×北原×南條&オールキャスト            | オールキャスト | 「Gift 〜カーテンコール〜」 | テレビアニメ『スタミュ』第2期挿入歌                                                  |
| 6月21日  | ONAMOMI革命 〜年度末のわたし〜                                                 | おなもみクローバーZ（羽多野渉） | 「ONAMOMI革命 〜年度末のわたし〜」 「魅惑のダンディ」                                                                            | ラジオ『鳥海浩輔・安元洋貴 今夜は眠らせない…禁断生ラジオ』関連曲                     |
| 9月20日  | REGALITY                                                                       | TRIGGER | 「Last Dimension〜引き金をひくのは誰だ〜」 「願いはShine On The Sea」 「DAYBREAK INTERLUDE」 「In the meantime」 「DESTINY」     | ゲーム『アイドリッシュセブン』関連曲                                                 |
| 9月20日  | REGALITY                                                                       | 八乙女楽（羽多野渉） | 「幸せでいて」 | ゲーム『アイドリッシュセブン』関連曲                                                 |
| 10月4日  | あんさんぶるスターズ！ ユニットソングCD 3rd Vol.05 2wink                       | 2wink［葵ひなた&葵ゆうた（斉藤壮馬）］ with UNDEAD | 「TRICK with TREAT!!」 | ゲーム『あんさんぶるスターズ！』関連曲                                               |
| 10月4日  | あんさんぶるスターズ！ ユニットソングCD 3rd Vol.06 UNDEAD                      | UNDEAD | 「Gate of the Abyss」 「Break the Prison」                                                                                       | ゲーム『あんさんぶるスターズ！』関連曲                                               |
| 10月11日 | TVアニメ『信長の忍び』キャラクターソング〜歌宴の術〜                           | 織田信長（羽多野渉） | 「千の弓矢」 | テレビアニメ『信長の忍び』関連曲                                                     |
| 2018年   |                                                                                | | |                                                                                      |
| 1月24日  | Dance with Eternity                                                            | 鉤貫レム（斉藤壮馬）、立華リンド（羽多野渉）、楚神ウリエ（近藤隆）、南那城メィジ（木村昴）、棗坂シキ（平川大輔）、ローエン（鈴木達央）、ジェキ（鈴木裕斗）、マリウス（豊永利行）                                                | 「スイート・グリモワール！」 | 劇場アニメ『Dance with Devils-Fortuna-』オープニングテーマ                           |
| 1月24日  | Dance with Eternity                                                            | 立華リンド（羽多野渉）、立華リツカ（茜屋日海夏） | 「全部お前の為だ！」 | 劇場アニメ『Dance with Devils-Fortuna-』挿入歌                                       |
| 1月24日  | Dance with Eternity                                                            | 鉤貫レム（斉藤壮馬）、立華リンド（羽多野渉） | 「Can never break it!」 | 劇場アニメ『Dance with Devils-Fortuna-』挿入歌                                       |
| 1月24日  | Dance with Eternity                                                            | 立華リツカ（茜屋日海夏）、立華リンド（羽多野渉）、鉤貫レム（斉藤壮馬） | 「Dance with Eternity」 | 劇場アニメ『Dance with Devils-Fortuna-』挿入歌                                       |
| 2月28日  | Heavenly Visitor                                                               | TRIGGER | 「Heavenly Visitor」 | テレビアニメ『アイドリッシュセブン』エンディングテーマ                               |
| 2月28日  | Heavenly Visitor                                                               | TRIGGER | 「DIAMOND FUSION」 | Webアニメ『アイドリッシュセブン Vibrato』挿入歌                                      |
| 3月28日  | ポプテピピック ALL TIME BEST                                                   | ポプ子（増田俊樹）、ピピ美（羽多野渉） | 「POPPY PAPPY DAY」 「人生」 | テレビアニメ『ポプテピピック』エンディングテーマ                                     |
| 3月28日  | ポプテピピック ALL TIME BEST                                                   | ポプ子（増田俊樹）、ピピ美（羽多野渉） | 「心の大樹」 「おねんねコンちゃん」                                                                                              | テレビアニメ『ポプテピピック』挿入歌                                                 |
| 5月9日   | 硝子の銀河                                                                     | MAHO☆SHOUJO | 「ぶっちゃけ少女じゃない」 | テレビアニメ『魔法少女 俺』挿入歌                                                    |
| 5月25日  | 劇場版 Dance with Devils-Fortuna- BD・DVD特典CD                                | PENTACLE★★ | 「光れCAROL」 | ゲーム『Dance with Devils My Carol』主題歌                                           |
| 6月20日  | GOLDEN ENCORE!                                                                 | BRBRookies! | 「GOLDEN ENCORE!」 | ゲーム『A3!』関連曲                                                                  |
| 7月7日   | Welcome, Future World!!!                                                       | Re:vale、TRIGGER、IDOLiSH7 | 「Welcome, Future World!!! (short ver.)」                                                                                        | ゲーム『アイドリッシュセブン』関連曲                                                 |
| 7月25日  | Noble Bullet 02 ナポレオングループ                                             | ラップ（羽多野渉） | 「vaincre ou mourir 〜誇り高きナイトメア〜」                                                                                     | ゲーム『千銃士』関連曲                                                               |
| 8月29日  | あんさんぶるスターズ！アルバムシリーズ UNDEAD                                  | UNDEAD | 「Valentine Eve's Nightmare」 | ゲーム『あんさんぶるスターズ！』関連曲                                               |
| 8月29日  | あんさんぶるスターズ！アルバムシリーズ UNDEAD                                  | 乙狩アドニス（羽多野渉） | 「Saql Faith」 | ゲーム『あんさんぶるスターズ！』関連曲                                               |
| 9月26日  | アイドリッシュセブン Collection Album vol.1                                    | 二階堂大和（白井悠介）、和泉三月（代永翼）、六弥ナギ（江口拓也）、八乙女楽（羽多野渉） | 「男子タルモノ！〜MATSURI〜」 | ゲーム『アイドリッシュセブン』関連曲                                                 |
| 10月3日  | A3! VIVID SPRING EP                                                            | 春組 | 「春ですね。」 | ゲーム『A3!』関連曲                                                                  |
| 10月3日  | A3! VIVID SPRING EP                                                            | オズワルド［卯木千景（羽多野渉）］、リック［佐久間咲也（酒井広大）］ | 「嘘つきは魔法のはじまり」 | ゲーム『A3!』関連曲                                                                  |
| 10月3日  | A3! VIVID SPRING EP                                                            | ランスロット［茅ヶ崎至（浅沼晋太郎）］、ガウェイン［卯木千景（羽多野渉）］ | 「The Pride Of The Knights」 | ゲーム『A3!』関連曲                                                                  |
| 10月3日  | A3! VIVID SPRING EP                                                            | 卯木千景（羽多野渉） | 「ペテン師の憂鬱」 | ゲーム『A3!』関連曲                                                                  |
| 12月19日 | 「燃えてヒーロー」コレクション 中学生編                                        | 松山光（羽多野渉） | 「燃えてヒーロー（中学生編アレンジ）」                                                                                           | テレビアニメ『キャプテン翼』関連曲                                                   |
| 12月19日 | 「燃えてヒーロー」コレクション 中学生編                                        | 大空翼（三瓶由布子）、日向小次郎（佐藤拓也）、若島津健（梅原裕一郎）、松山光（羽多野渉）、三杉淳（斉藤壮馬）、若林源三（鈴村健一）、岬太郎（福原綾香）                                                                          | 「燃えてヒーロー（中学生編アレンジ）」                                                                                           | テレビアニメ『キャプテン翼』関連曲                                                   |
| 2019年   |                                                                                | | |                                                                                      |
| 4月10日  | せいぜいがんばれ！魔法少女くるみ 超主題歌集                                    | 鈴木キヨシ（林勇）、高橋イサム（羽多野渉）、佐藤シゲル（寺島拓篤） | 「私立笑顔ヶ丘中学校 校歌」 「美少女魔法少女恐竜天使戦士応援歌」 「おいでよ笑顔ヶ丘市 〜笑顔ヶ丘市に古くから伝わるわらべうた〜」 | Webアニメ『せいぜいがんばれ!魔法少女くるみ』エンディングテーマ                       |
| 4月10日  | せいぜいがんばれ！魔法少女くるみ 超主題歌集                                    | 鈴木キヨシ（林勇）、高橋イサム（羽多野渉）、佐藤シゲル（寺島拓篤）、デビるん（松本慶祐） | 「美少女魔法少女恐竜天使戦士とぼく」                                                                                             | Webアニメ『せいぜいがんばれ!魔法少女くるみ』エンディングテーマ                       |
| 6月26日  | A3! BRIGHT SPRING EP                                                           | 春組 | 「Ever☆Blooming!」 | ゲーム『A3!』関連曲                                                                  |
| 7月17日  | ☆3rd SHOW TIME 3☆ 入夏将志&team漣                                              | team漣 | 「未来派OUTCOME」 | テレビアニメ『スタミュ』第3期関連曲                                                  |
| 8月14日  | Stars' Ensemble!                                                               | 夢ノ咲ドリームスターズ | 「Stars' Ensemble!」 | テレビアニメ『あんさんぶるスターズ！』オープニングテーマ                             |
| 8月16日  | Wonderful Octave 八乙女楽                                                      | 八乙女楽（羽多野渉） | 「アソシエイト」 「Wonderful Octave」                                                                                            | ゲーム『アイドリッシュセブン』関連曲                                                 |
| 8月28日  | あんさんぶるスターズ！ EDテーマ集 vol.1                                        | UNDEAD | 「IMMORAL WORLD」 | テレビアニメ『あんさんぶるスターズ！』エンディングテーマ                             |
| 9月25日  | A3! BLOOMING LIVE 2019 きゃにめ特典CD                                          | 卯木千景（羽多野渉） | 「GOLDEN ENCORE!」 | ゲーム『A3!』関連曲                                                                  |
| 12月18日 | A3! MIX SEASONS LP                                                             | ホームズ［御影密（寺島惇太）］、モリアーティ［卯木千景（羽多野渉）］ | 「SCARLET GAME」 | ゲーム『A3!』関連曲                                                                  |
| 2020年   |                                                                                | | |                                                                                      |
| 1月29日  | Crescent rise                                                                  | TRIGGER | 「Crescent rise」 「Treasure!」                                                                                                  | ゲーム『アイドリッシュセブン』関連曲                                                 |
| 3月25日  | うちタマ?! 〜うちのタマ知りませんか？〜 ボーカルコレクション                   | 野田ゴン（羽多野渉） | 「犬猫エレジー」 | テレビアニメ『うちタマ?! 〜うちのタマ知りませんか？〜』エンディングテーマ            |
| 3月25日  | うちタマ?! 〜うちのタマ知りませんか?〜 オリジナルサウンドトラック              | 3丁目オールスターズ | 「3丁目のテーマ」 | テレビアニメ『うちタマ?! 〜うちのタマ知りませんか？〜』エンディングテーマ            |
| 6月26日  | White Sparks                                                                   | Procellarum | 「White Sparks」 | テレビアニメ『ツキウタ。 THE ANIMATION2』オープニングテーマ                          |
| 7月29日  | アニマルセラトピア うたとドラマCDシリーズ Vol.1                                | ゆず（住谷哲栄）、スイートオリーブ（土岐隼一）、ジンジャー（羽多野渉）、ヒノキ（伊東健人）、 ネロリ（鈴木裕斗）、ミルラ（小松昌平）、ロータス（広瀬裕也）                                                                       | 「Welcome to Wonder night!」 | 『アニマルセラトピア』テーマソング                                                   |
| 8月26日  | BRAND NEW STARS!!                                                              | ESオールスターズ | 「BRAND NEW STARS!!」 | ゲーム『あんさんぶるスターズ!!』主題歌                                               |
| 8月26日  | BRAND NEW STARS!!                                                              | ESオールスターズ | 「Walk with your smile」 | ゲーム『あんさんぶるスターズ!!』関連曲                                               |
| 9月2日   | Rise Sunshine                                                                  | 鳳アキラ（豊永利行）、ブラッド・ビームス（羽多野渉） | 「Rise Sunshine」 | ゲーム『エリオスライジングヒーローズ』主題歌                                         |
| 10月7日  | HELIOS Rising Heroes エンディングテーマ Vol.1                                  | サウスセクター | 「LIVE THE MOMENT」 | ゲーム『エリオスライジングヒーローズ』エンディングテーマ                             |
| 2021年   |                                                                                | | |                                                                                      |
| 1月13日  | BEYOND THE SHiNE                                                               | TRIGGER | 「Last Dimension (Symphonic Edition)」                                                                                           | テレビアニメ『アイドリッシュセブン Second BEAT!』挿入歌                              |
| 1月13日  | BEYOND THE SHiNE                                                               | TRIGGER、IDOLiSH7 | 「激情」 | テレビアニメ『アイドリッシュセブン Second BEAT!』挿入歌                              |
| 2月24日  | あんさんぶるスターズ!! ESアイドルソング season1 UNDEAD                         | UNDEAD | 「Nightless World」 「BRAND NEW STARS!!」                                                                                        | ゲーム『あんさんぶるスターズ!!』関連曲                                               |
| 3月24日  | A3! EVER LASTING LP                                                            | 須玖キエル［卯木千景（白井悠介）］、宇曽ペテン［卯木千景（羽多野渉）］ | 「蜃気楼は奇術の夜に」 | ゲーム『A3!』関連曲                                                                  |
| 3月26日  | 夢送り人                                                                       | 文月海（羽多野渉） | 「夢送り人」 | キャラクターCD『ツキウタ。』関連曲                                                   |
| 3月31日  | アニマルセラトピア うたとドラマCDシリーズ Vol.5                                | ジンジャー（羽多野渉）、ヒノキ（伊東健人）、ネロリ（鈴木裕斗） | 「X・Y・Z」 | 『アニマルセラトピア』関連曲                                                         |
| 6月23日  | FUSIONIC STARS!!                                                               | ESオールスターズ | 「FUSIONIC STARS!!」 | ゲーム『あんさんぶるスターズ!!』関連曲                                               |
| 6月23日  | VARIANT                                                                        | TRIGGER | 「VARIANT」 「バラツユ」 | ゲーム『アイドリッシュセブン』関連曲                                                 |
| 7月14日  | PLACES                                                                         | TRIGGER | 「PLACES」 | テレビアニメ『アイドリッシュセブン Third BEAT!』エンディングテーマ                   |
| 7月14日  | PLACES                                                                         | TRIGGER | 「Smile Again」 | テレビアニメ『アイドリッシュセブン Third BEAT!』関連曲                               |
| 7月21日  | A3! SUNNY SPRING EP                                                            | 卯木千景（羽多野渉） | 「SEEDS」 | ゲーム『A3!』関連曲                                                                  |
| 8月31日  | 燦・燦・SUN様!!!                                                               | ゆず（住谷哲栄）、ジンジャー（羽多野渉）、ヒノキ（伊東健人） | 「燦・燦・SUN様!!!」 | 『アニマルセラトピア』関連曲                                                         |
| 11月26日 | ツキウタ。 THE ANIMATION2 BD・DVD第3巻特典CD                                   | 文月海（羽多野渉） | 「Valiant Journey」 | テレビアニメ『ツキウタ。 THE ANIMATION2』エンディングテーマ                          |
| 12月9日  | あんさんぶるスターズ!! FUSION UNIT SERIES 05 UNDEAD × 紅月                     | UNDEAD、紅月 | 「PERFECTLY-IMPERFECT」 | ゲーム『あんさんぶるスターズ!!』関連曲                                               |
| 12月9日  | あんさんぶるスターズ!! FUSION UNIT SERIES 05 UNDEAD × 紅月                     | UNDEAD | 「FUSIONIC STARS!!」 | ゲーム『あんさんぶるスターズ!!』関連曲                                               |
| 12月24日 | ツキウタ。 THE ANIMATION2 BD・DVD第7巻特典CD                                   | Six Gravity、Procellarum | 「月ノ詩。」 | テレビアニメ『ツキウタ。 THE ANIMATION2』エンディングテーマ                          |
| 2022年   |                                                                                | | |                                                                                      |
| 1月19日  | あんさんぶるスターズ!! ESアイドルソング season2 UNDEAD                         | UNDEAD | 「FORBIDDEN RAIN」 「Savage Love Affair」                                                                                        | ゲーム『あんさんぶるスターズ!!』関連曲                                               |
| 2023年   |                                                                                | | |                                                                                      |
| 1月27日  | URADOL Stage/opening                                                           | SPYAIM | 「Bright」 | 『URADOL』関連曲                                                                     |
| 2024年   |                                                                                | | |                                                                                      |
| 6月26日  | Stars' Ensemble!                                                               | 夢ノ咲ドリームスターズ | 「Stars' Ensemble!」 | ゲーム『あんさんぶるスターズ!!』関連曲                                               |
| 6月26日  | BRAND NEW STARS!!                                                              | ESオールスターズ | 「BRAND NEW STARS!!」 「Walk with your smile」                                                                                   | ゲーム『あんさんぶるスターズ!!』関連曲                                               |
| 6月26日  | FUSIONIC STARS!!                                                               | ESオールスターズ | 「FUSIONIC STARS!!」 | ゲーム『あんさんぶるスターズ!!』関連曲                                               |

### その他参加楽曲
| 発売日         | 商品名                                                         | 歌 | 楽曲 | 備考                                                        |
| -------------- | -------------------------------------------------------------- | --- | --- | ----------------------------------------------------------- |
| 2005年2月21日  | 愛しい人よ永遠に 温もりを伝えて…                               | 柿原徹也 & 羽多野渉 | 「愛しい人よ永遠に 温もりを伝えて…」 | OVA『お金がないっ』エンディングテーマ                       |
| 2005年2月21日  | 愛しい人よ永遠に 温もりを伝えて…                               | 柿原徹也 & 羽多野渉 | 「Real Destiny 〜ユメヲミセテ〜」 | ラジオ『お金がほしいっ!!!』オープニングテーマ               |
| 2007年9月19日  | 百歌声爛 男性声優編                                            | 羽多野渉 | 「ズダダン!キン肉マン」〜 「Get Wild」〜 「夢を信じて」〜 「21世紀の恋人」〜 「STEP」〜 「君が好きだと叫びたい」〜 「風の未来へ」〜 「僕達は天使だった」〜 「高速戦隊ターボレンジャー」〜 「仮面ライダーBLACK RX」 |                                                             |
| 2011年5月25日  | RUN!                                                           | 斎賀みつき feat. JUST with 羽多野渉 | 「RUN!」 「try, try, try」 「F.E.A.R less」 |                                                             |
| 2017年10月25日 | 翼を持つ者 〜Not an angel Just a dreamer〜                     | i☆Ris、井上あずみ、Wake Up, Girls!、内田真礼、串田アキラ、GRANRODEO、ささきいさお、下野紘、JAM Project、鈴木このみ、鈴村健一、竹達彩奈、茅原実里、TRUE、豊永利行、中川翔子、羽多野渉、堀江美都子、水木一郎、Minami、三森すずこ、May'n、米倉千尋 | 「翼を持つ者 〜Not an angel Just a dreamer〜」 | 日本動画協会「アニメNEXT_100」プロジェクト公式ソング        |
| 2018年8月22日  | Scat Babys Show!!                                              | 羽多野渉、佐藤拓也 | 「Scat Babys Show!!」 | ラジオ『羽多野渉・佐藤拓也のScat Babys Show!!』テーマソング |
| 2018年9月19日  | Disney 声の王子様 Voice Stars Dream Selection                  | 羽多野渉 | 「君がいないと」 |                                                             |
| 2018年9月19日  | Disney 声の王子様 Voice Stars Dream Selection                  | 石川界人、上村祐翔、江口拓也、小野賢章、佐藤拓也、武内駿輔、畠中祐、羽多野渉、花江夏樹、日野聡、前野智昭、山下大輝 | 「ミッキーマウス・マーチ」 |                                                             |
| 2018年9月19日  | Disney 声の王子様 Voice Stars Dream Selection アニメイト特典CD | 羽多野渉 | 「ミッキーマウス・マーチ」 |                                                             |
| 2019年11月22日 | Disney 声の王子様 Voice Stars Dream Live 2019 特典CD           | 石川界人、畠中祐、羽多野渉、花江夏樹 | 「キス・ザ・ガール」 |                                                             |
| 2019年11月22日 | Disney 声の王子様 Voice Stars Dream Live 2019 特典CD           | 石川界人、上村祐翔、江口拓也、小野賢章、佐藤拓也、武内駿輔、畠中祐、羽多野渉、花江夏樹、日野聡、前野智昭、山下大輝 | 「星に願いを」 |                                                             |
| 2019年11月22日 | Disney 声の王子様 Voice Stars Dream Live 2019 アニメイト特典CD | 羽多野渉 | 「星に願いを」 |                                                             |

## 書籍
- Wataru Hatano 5th Anniversary☆ Artist Book『Grateful』（2017年、KADOKAWA）